# Klassifizierungen von Musikinstrumenten
Klassifizierungen von Musikinstrumenten stellen aufgrund bestimmter Merkmale Beziehungen zwischen den einzelnen Musikinstrumenten her und erlauben innerhalb einer festgelegten Struktur deren Einordnung in Gruppen. Sie sind in einer Kulturtradition entweder über längere Zeit quasi natürlich entstanden oder wurden von einem außenstehenden Betrachter für einen speziellen Zweck theoretisch („künstlich“) entwickelt. Die nur innerhalb einer Kultur gültigen Einteilungen sind im jeweiligen Zusammenhang nicht weniger von Bedeutung als die Klassifikationen mit universalem Anspruch. Die einzelnen Instrumententypen werden einander nach gewissen Ähnlichkeiten zugeordnet, die sich meist auf mehrere Bestimmungskriterien beziehen. Zu den möglichen Kriterien gehört die Art der Tonerzeugung, die Bauform der Musikinstrumente, das Material, ihr symbolischer und mythologischer Gehalt oder ihre gesellschaftliche Funktion.
Die älteste Klassifikation der chinesischen Musik geht vermutlich bis ins 23. Jahrhundert v. Chr. zurück und teilt die Musikinstrumente nach dem Material in acht Klangkategorien (bāyīn). Die um die Zeitenwende schriftlich festgehaltene altindische Musiktheorie prägt bis heute die indische Musik. Sie enthält eine Einteilung in Idiophone (Selbstklinger), Membranophone (Fellklinger), Saiteninstrumente und Blasinstrumente. Im europäischen Mittelalter übernahmen die Musiktheoretiker weitgehend die aus der griechischen und römischen Antike bekannte Einteilung in Schlaginstrumente (zu denen auch Saiteninstrumente gehörten) und Blasinstrumente, die sie zusammen vom Klang der menschlichen Stimme unterschieden. Al-Farabi bewertete die Instrumente der mittelalterlichen arabischen Musik mit unterschiedlichen Kriterien nach ihrer Brauchbarkeit, wobei die Saiteninstrumente, allen voran die Knickhalslaute ʿūd, den höchsten Status erhielten.
Eine systematische Klassifizierung begann in Europa erst Ende des 19. Jahrhunderts, als Victor-Charles Mahillon 1880 das indische System zum Ausgangspunkt nahm und nach der Art der Schwingungserzeugung vier Hauptgruppen bildete. Hierauf basiert die heute am weitesten verbreitete Hornbostel-Sachs-Systematik, die 1914 publiziert wurde. Die offene und universale, prinzipiell für alle Musikinstrumente geeignete Hornbostel-Sachs-Systematik wurde später um fehlende Gruppen ergänzt. Im 20. Jahrhundert entstanden weitere Klassifikationen; in den meisten Fällen, um die Systematik zu verfeinern (Francis W. Galpin 1937, Mantle Hood 1971, Jeremy Montagu und John Burton 1971, MIMO Consortium 2011) oder in dem Bestreben, die vernachlässigte musikalische und gesellschaftliche Bedeutung der Musikinstrumente einzubeziehen. Hans-Heinz Dräger (1948) ging es um akustische Aspekte und die Beziehung der Spieler zu ihren Instrumenten, Kurt Reinhard (1960) um deren musikalische Möglichkeiten.

Klassifikation der Musikinstrumente in Gioseffo Zarlino: Sopplimenti musicali III. Venedig 1588

## Grundsätzliches
„Jede Art der Klassifizierung ist dem Chaos überlegen.“ (Claude Lévi-Strauss) Die Klassifikation soll eine Ordnung in die Dinge bringen und zu einem besseren Verständnis von Zusammenhängen führen. Sie erfolgt meist nach dem hierarchischen System einer Taxonomie und führt vom Allgemeinen zum Besonderen. Zugleich bedeutet altgriechisch τάξις táxis neben „Ordnung“ auch „Rang“: Die Objekte werden bewertet und in eine Rangordnung gebracht. Erstrebenswert ist eine Ordnung, in der für jedes Objekt nur eine Positionierung möglich ist.
In der grafischen Darstellung ergibt sich in der Regel eine asymmetrische baumartige Struktur mit nach unten verzweigten Ästen. Ein universales System ist offen und lässt sich nach den Seiten und nach unten erweitern, während ein System, das nur einen Zweck verfolgt, etwa zu zeigen, weshalb manche Instrumente für bestimmte zeremonielle Anlässe verwendet werden, in sich abgeschlossen ist. Die meisten Klassifizierungen verwenden mehr als ein Auswahlkriterium und führen im Ergebnis zu einer eigenen gedanklichen Struktur (Paradigma), die auf gesamtgesellschaftlichen oder subkulturellen Vorstellungen oder den Interpretationen eines einzelnen Forschers beruht.
Die Beschreibung der in einer regionalen Kultur gespielten Musikinstrumente mit den universal angelegten, aber hierarchischen und starren Kategorien der Hornbostel-Sachs-Systematik ist eine Variante der etischen Blickweise des Außenstehenden, die zu Missverständnissen und Irrtümern führen kann, weil sie die gesellschaftliche Bedeutung der Instrumente übersieht. Methodik und Zweck der emischen und etischen Klassifizierungen unterscheiden sich. Analog ist in vielen Musikkulturen eine erste Unterscheidung in eigene und fremde Musikinstrumente üblich. So bezeichnet etwa in Japan gakki ein „Musikinstrument“ allgemein, es wird jedoch hinzugefügt, ob dieses Musikinstrument uchi („innen“) oder soto („außen“) ist: Kategorien, die auf Objekte und gleichermaßen auf gesellschaftliche Gruppen angewandt werden. Die uchi-Instrumente heißen wagakki („japanische Musikinstrumente“), während mit yogakki die importierten „westlichen Musikinstrumente“ gemeint sind. Eine Unterscheidung von kulturell über lange Zeit gewachsenen Einteilungen der Musikinstrumente und von Musikethnologen entwickelten Klassifikationen ist nicht durchgängig zu treffen. Musikwissenschaftler wie Bigamudre Chaitanya Deva (1980) für die indischen Musikinstrumente haben versucht, eine neue Systematik auf traditionellen Grundlagen zu entwickeln.

## Entwicklung der europäischen Instrumenteneinteilungen

### Antike

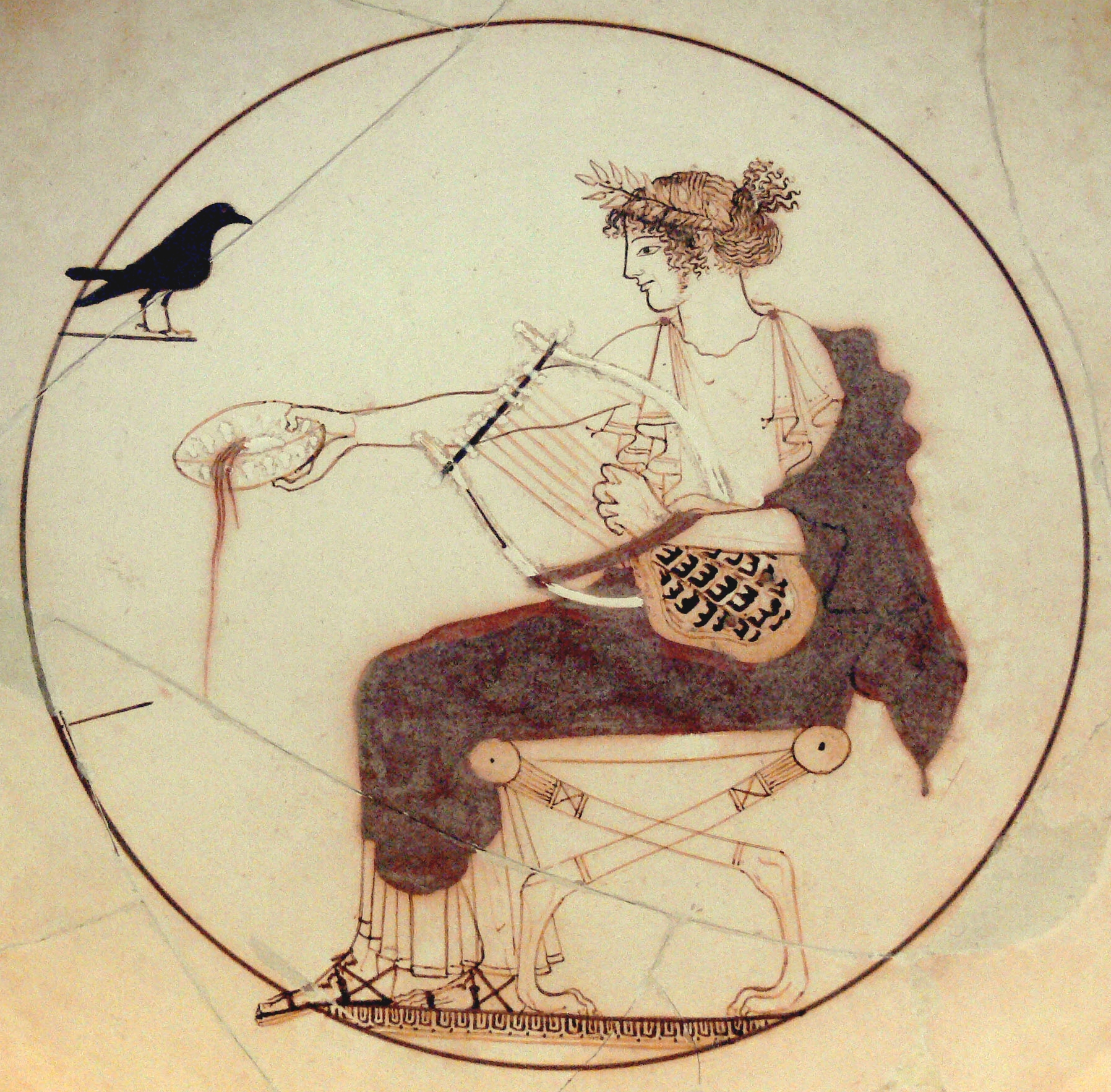
Apollon bringt einem Vogel ein Trankopfer. Er hat eine lyra mit Schildkrötenpanzer unter dem linken Arm eingeklemmt. Delphi um 460 v. Chr.

Die ältesten Musikinstrumente in der Ägäis sind aus der frühen Kykladenkultur (um 2800–2000 v. Chr.) bekannt. Mitte des 3. Jahrtausends gab es Harfen und in der minoischen Kultur von Kreta taucht gegen Ende des 2. Jahrtausends die erste Leier auf. Die Kenntnis dieser Musikinstrumente ist Marmorfiguren, reliefierten Siegeln, Wand- und Vasenmalereien zu verdanken. Schriftlich erwähnt werden sie erstmals in den Werken Homers, Ilias und Odyssee, im 7. Jahrhundert v. Chr. Insgesamt wird deutlich, dass im antiken Griechenland Saiteninstrumente gegenüber Blasinstrumenten (ursprünglich allgemein aulos) bevorzugt wurden. Die mit dem Kult um Apollon verbundene schalenförmige lyra galt als nationales Symbol. Am unteren Ende der Wertschätzung rangierten Perkussionsinstrumente. Rahmentrommeln (tympanon), Zimbeln (kymbala) und Holzklappern (krotala) durften nur beim Kybele- und Dionysoskult verwendet werden, von wo aus sie später in die leichte Unterhaltungsmusik fanden.
Im überlieferten Werk des Musiktheoretikers Aristoxenos (um 360 – um 300 v. Chr.) ist nichts über eine Instrumentenklassifizierung zu finden. Platon (428/427–348/347 v. Chr.) und Aristoteles (384–322) hielten die Leier kithara und besonders den aulos für moralisch fragwürdig und für freie Bürger ungeeignet, weil das letztgenannte Blasinstrument ebenfalls zum Dionysoskult gehörte. Abgesehen von solchen Einschätzungen kümmerten sich die griechischen Philosophen wenig um die Klassifikation der Instrumente, vielmehr um die der Musik selbst. Aristoteles erklärte aulos und kithara zu leblosen Gegenständen ohne „Stimme“ und nannte die künstlichen Musikinstrumente organon apsychon („seelenlose Werkzeuge“), um sie von der menschlichen Stimme, organon psychon, zu unterscheiden. Diese grundlegende Unterscheidung übernahm später Porphyrios (um 233 – um 305), der wiederum kithara und aulos als Beispiele für unbeseelte Werkzeuge anführte.
Eine griechische Vorstellung von weitreichenden Auswirkungen war, dass jede Bewegung notwendigerweise einen Ton hervorbringen müsse, folglich sollten auch die Planetenbewegungen eine Art Sphärenharmonie produzieren. Pythagoras (um 570 – nach 510 v. Chr.) und seine Nachfolger entwickelten daraus ein Modell, das die Beziehung der Planeten mit musikalischen Harmonien verband. Platon übertrug die kosmischen Proportionen auf den mikrokosmischen Maßstab des Menschen. Sphärenmusik und von Menschen gemachte Musik sollten in denselben Zahlenverhältnissen die Stimmungen und Gefühlsregungen darstellen und beeinflussen. Die Beschäftigung mit der Musik richtete sich nun statt auf die himmlischen Sphären mehr auf die seelischen Kräfte des Menschen und wurde nach Platon empirischer. So nahmen die Griechen Messungen mit dem Monochord vor, um das Verhältnis von Saitenteilungen und Harmonien zu erforschen. Dies führte zur Unterscheidung von Claudius Ptolemäus (um 100 – vor 180 n. Chr.) in Saiteninstrumente, die nicht versehentlich vom Spieler beeinflussbar waren und zu Messungen dienten (im Wesentlichen das Monochord), gegenüber anderen Instrumenten, mit denen musiziert wurde. Nikomachos (Ende 1. / Anfang 2. Jahrhundert) führte die pythagoreische Harmonielehre mit den Zahlenproportionen am Monochord fort, mit dem Unterschied, dass er die Experimente auch auf andere Musikinstrumente übertrug, sie also nicht in theoretische und praktische Klangwerkzeuge unterschied.
Die bisherigen Klassifizierungen waren alle recht ungenau. Aristeides Quintilianus (etwa 3. Jahrhundert n. Chr.) geht im zweiten Buch seines Werks Peri musikes (auch De musica libri tres, „Musik in drei Büchern“) ausführlicher auf eine Instrumentenklassifizierung ein. Durch seine erste Einteilung in Blas- und Saiteninstrumente, die er anhand der Klangerzeugung vornimmt – Saiten sind mit den himmlischen Planetenbahnen verbunden, Blasinstrumente mit dem Atemwind, der über die Erde bläst – kann er die Überlegenheit der Saiteninstrumente erklären. In einer zweiten, symmetrischen Hierarchie formuliert er drei Stufen. Die Musikinstrumente besitzen demnach einen männlichen, mittleren (weiblicher Mann, männliche Frau) und weiblichen Charakter. „Männlich“ sind die Leier und die Naturtrompete salpinx, rein „weiblich“ die sambuke (möglicherweise eine kleine Harfe) und der phrygische aulos mit seinem klagenden weichen Klang. Relativ männlich sind der pythische aulos und die Leier kithara, relativ weiblich der im Ensemble gespielte aulos und eine kithara „mit vielen Saiten“. Die Saiteninstrumente gehören zum „ätherischen“ und „trockenen“ Bereich der Welt. Aristeides bewertet sie in Anlehnung an Platon höher als die Blasinstrumente des „windigen“, „feuchten“ und „veränderlichen“ Bereichs unten.
Der griechische Rhetoriker Julius Pollux teilte in seinem Werk Omnastikon im 2. Jahrhundert n. Chr. die Musikinstrumente in die beiden Kategorien Schlaginstrumente und wiederum nachrangig Blasinstrumente ein. Zu den Schlaginstrumenten (cruomena) zählt er sowohl Perkussions- als auch Saiteninstrumente, weil beide mit einer ähnlichen Handbewegung des Spielers angeregt werden. Er nimmt damit eine Auffassung vorweg, die in der arabischen Musik und bis ins späte Mittelalter in Europa geläufig ist.
Zum Ausgangspunkt für die während des gesamten Mittelalters vorherrschende Einteilung der Instrumente (divisio instrumentorum) wurde das Drei-Kategorien-Modell des Neuplatonikers Porphyrios (um 233 – um 305). In seinem Kommentar zur Harmonielehre des Claudius Ptolemäus (Eis ta harmoniká Ptolemaíou hypómnēma) unterschied er nach dem Vorhandensein von Saiten Saiteninstrumente von Blas- und Schlaginstrumenten; die letztgenannten gemäß ihrer Tonproduktion: anblasen oder anschlagen.
Diese Dreiteilung in gespannte, geblasene und geschlagene Musikinstrumente wird erstmals im Harmonikon encheiridion („Handbuch der Harmonielehre“) des pythagoreischen Philosophen und Musiktheoretikers Nikomachos von Gerasa (2. Jahrhundert n. Chr.) angedeutet. Sie findet sich auch in einem Scholion zu Aristophanes’ Komödie Die Wolken, wo es heißt:

„Trompeten, Panflöten und auloi sind geblasene Instrumente, lyrai und kitharai sind gespannte Instrumente, Becken und Trommeln sind geschlagene Instrumente.“

Den Erläuterungen des Scholiasten zufolge wurden die altgriechischen Musikinstrumente in die drei Kategorien entata (gespannte), empneusta (geblasene) und krousta (geschlagene Instrumente) eingeteilt. „Gespannte Instrumente“ entsprechen den heutigen „Saiteninstrumenten“ mit dem Unterschied, dass bei den Griechen die Aktion (Saite spannen) und nicht das Material im Vordergrund stand. Neben Diskussionen um Begriffe und Zuordnungen in manchen Fällen innerhalb dieser drei Kategorien gab es auch Verschiebungen durch die Einteilung in männliche und weibliche Musikinstrumente, wie sie etwa Aristeides Quintilianus (bl. vielleicht Ende 3. oder Anfang 4. Jahrhundert) vornahm. Mit seiner Theorie der Musikinstrumentengeschlechter sind Trompete (weil laut tönend), delphischer aulos, lyra und kithara (alle drei weil tief klingend) männlich, der phrygische aulos (weil für Totenklage geeignet) und die Harfe sambyke (weil hoch klingend) hingegen weiblich.

### Mittelalter
In den spärlichen und verstreuten Äußerungen über Musikinstrumente im Mittelalter werden die griechischen und arabischen Vorstellungen weitgehend übernommen. Demgegenüber stehen eine große Zahl von Abhandlungen zur Musik im Allgemeinen, die weniger die zeitgenössische Musizierpraxis als vielmehr die Vergangenheit und die religiös-philosophische Einbindung der Musik im Blick haben. Der spätrömische Gelehrte Boethius (um 480 – um 525) übernahm das dreiteilige, nicht besonders schlüssig formulierte Modell von Porphyrios. Beispiele für Musikinstrumente benennt oder beschreibt er kaum, etwa die Blasinstrumente tibia und hydraulis sowie die Leier cithara. Diese drei zählt er zusammen mit dem Monochord zu den musiktheoretischen Werkzeugen, entsprechend einer späteren Tendenz bei den Griechen, diese nicht mehr von den praktisch gespielten Instrumenten zu unterscheiden. Boethius untersucht anhand der Monochordteilung ausführlich die mathematischen Grundlagen der Musik. Dementsprechend betrachtet er nur denjenigen als vollwertigen Musiker, der die Tonskalen und Intervalle theoretisch verstanden hat.
Boethius fasst die aus der Antike bekannte Lehre von den harmonischen Maßverhältnissen zusammen. Als erste Kategorie nennt er die Sphärenmusik (musica mundana), hervorgebracht durch die Bewegungen der Gestirne und den Wechsel der Jahreszeiten. Die „menschliche“ Musik, die musica humana als zweite Kategorie ist die mit der Seele in Harmonie befindliche Musik. Die musica instrumentalis der Musikinstrumente bildet für Boethius die dritte Kategorie, mit der er die Tonkunst insgesamt einteilt. Boethius’ bis ins späte Mittelalter reichende Musiktheorie war nicht für den ausübenden Musiker gedacht, sondern sollte ein universales Modell für die an Theologie und Philosophie interessierten Studenten abgeben.
Mit Boethius’ jüngerem Zeitgenossen Cassiodor (um 490 – um 580) erhält die Bewertung der Musikinstrumente einen christlichen Beiklang. Das fünfte Kapitel (De musica) seiner Schrift Institutiones divinarum et saecularium litterarum beinhaltet eine kurze Aufzählung der Musikinstrumente, die er in Schlaginstrumente (metallisch klingende Idiophone), Saiteninstrumente (cithara, vermutlich allgemeiner Begriff) und Blasinstrumente (tibia, calami, organa, panduria) unterteilt. Diese Instrumente sollen nach seiner Auslegung des 150. Psalms nicht nur die Ohren erfreuen, sondern auch zur Läuterung der Seele dienen. Sie seien zur Freude und zum Lobpreis Gottes geschaffen, wobei er jedoch – in der Nachfolge Platons – der menschlichen Stimme den Vorzug gibt.
Bischof Isidor von Sevilla (um 560–636) übernimmt die bekannte Dreiteilung der Instrumente und die Abgrenzung des Instrumentalklangs (sonus) vom Klang der Stimme (vox). Mit viel Phantasie führt er neben den gängigen Instrumentennamen solche aus der griechisch-römischen Mythologie und aus der Bibel an. Er beschreibt deren Form und macht auf die magische Wirkung bestimmter Musikstile aufmerksam. An Schlaginstrumenten erwähnt er unterschiedslos Idiophone (sistrum, cymbala, acitabula und die Handglocken tintinnabulum) und Membranophone (Kesseltrommel tympanum und Röhrentrommel symphonia). Entscheidend sind für Isidor die Etymologie der Namen und die mythologischen Erfinder der Instrumente. Gelegentlich stellt er eine symbolische Bedeutung der Bauart eines Instruments fest. So sollen die sieben Saiten der cythara mit den Sphärenharmonien in derselben Zahl zusammenhängen. Über die überlieferte divisio instrumentorum hinausgehend gibt Isodor eine der ausführlichsten Beschreibungen zu den Musikinstrumenten des Mittelalters.
Hucbald (um 840–930) war ein Mönch der Karolingerzeit, dem ein musiktheoretisches Werk (De harmonica institutione) zugeschrieben wird. Er verwendet den Begriff sonus im Unterschied zu Isidor für den Klang der Musikinstrumente und zugleich der menschlichen Stimme. Er beruft sich auf Boethius und befasst sich wie jener mit dem Monochord und den entsprechenden kanonischen Instrumenten der Musiktheorie. Die Ordnung (ordo) der Musikinstrumente hält er durch die griechischen und römischen Autoren für bereits erschöpfend dargestellt, so dass er deren Einteilung nur wiedergibt. In dieser Hinsicht steht Hucbald stellvertretend für das Festhalten des Mittelalters an der antiken Tradition.
Zeitgenössisch mit Hucbald war der Verfasser eines anonymen, auf Griechisch verfassten byzantinischen Alchemietraktats, in dem er versucht, über ähnliche Elemente eine Beziehung zwischen Alchemie und Musik herzustellen. Zu diesem Zweck verwendet er die üblichen drei Instrumentengruppen und erwähnt das Material der Instrumente und die Saitenzahl bzw. die Zahl der Grifflöcher. Die Gruppe der Blasinstrumente benennt er nach ihrem bekanntesten Vertreter, dem aulos, und die Saiteninstrumente entsprechend nach der kithara. Die erste Gruppe unterteilt der Anonymus nach dem Material und die zweite Gruppe nach der Anzahl der Saiten: Ein plinthion besaß 32 Saiten, ein achilliakon 21, ein psalterium 10, 30 oder 40 Saiten, eine lyra 9 und ein weiteres Instrument 3–5 Saiten. Aus der Antike bekannte Namen tauchen bei den aulos-Instrumenten auf: Aus Kupfer sind psalterion, pandurion, salpinx und kornikes. Nicht aus Kupfer sind unter anderem das Einfachrohrblattinstrument monokalamos. Die Perkussionsinstrumente werden zunächst unterteilt in Zimbeln, Kupfer- und Glasinstrumente, dann weiter nach ihrer Spielweise in solche, die mit der Hand oder dem Fuß gespielt werden. Damit ergibt sich ein relativ symmetrischer dreistufiger Kategorienbaum. Die Bezüge zur griechischen Tradition sind unverkennbar, die Einbettung in die christliche Glaubenswelt fehlt jedoch.
Johannes Cotto, dessen Herkunft und Lebensdaten unklar sind, ist der erste mittelalterliche Musiktheoretiker, der in seiner Schrift De musica cum tonario um 1100 eine Unterscheidung nach der Klangbildung vornimmt, die bei den Griechen als organon apsychon und organon psychon bekannt war. Die künstlichen Klänge bringen demnach instrumenta artificialia hervor, namentlich sambuca, fidibus („mit Saiteninstrumenten“) und cymbala (Paarbecken, im Mittelalter auch Glöckchen, Glockenspiel), die er zu den Instrumenten mit bestimmbarer Tonhöhe zählt – in der Antike sonus discretus – und von solchen mit unbestimmbarer (geräuschhafter) Tonhöhe – in der Antike sonus continuus oder sonus indiscretus – abgrenzt. Ebenso unterteilt er die instrumenta naturalia, die vom menschlichen Stimmorgan hervorgebrachten Klänge. Das Lachen hält er für einen natürlichen Klang von unbestimmbarer Tonhöhe.
Die Einteilung von Johannes Affligemensis in künstliche und natürliche Klangbildner wurde im 13. Jahrhundert zum Standardmodell und war bis zum 16. Jahrhundert verbreitet. Was im Einzelnen dazugehören soll, wird jedoch recht unterschiedlich gesehen. Der spanische Franziskaner Johannes Aegidius von Zamora (um 1240 – um 1320) verstärkt deren Wesensunterschied noch, indem er sie als „tote“ und „lebendige“ Instrumente bezeichnet. Zu den Klangerzeugern mit bestimmbarer Tonhöhe rechnet er nur die Saiteninstrumente, eine unbestimmte Tonhöhe haben außer den Membranophonen auch die cymbala. Hinzu kommt bei Aegidius eine Unterscheidung in seit langem existierende und aus seiner Zeit stammende Instrumente.
Roger Bacon (1214–1294), ein englischer Franziskaner beschäftigte sich nach seiner Aussage deshalb mit Musikinstrumenten, weil sie sehr oft in der Bibel vorkämen. Er übernimmt die Aufteilung von Cassiodor mit Beispielen aus früheren Zeiten und die Trennung in natürliche und künstliche Instrumente. Die musica instrumentalis bringen durch das Aufeinandertreffen harter Gegenstände Töne (sonus) hervor. Als Beispiele nennt er cithara und psalterium. Die Kategorie musica humana versteht er nicht wie Boethius allgemein als Harmonie der Seele, sondern als die menschliche Stimme (musica naturalis), die er nach dem Gesangsstil in vier Gruppen einteilt.
Mit dem französischen Musiktheoretiker Johannes de Grocheo (um 1255 – um 1320) begann die Kritik an Boethius’ bislang akzeptierter Dreiteilung der Musik. Der unabhängige, nicht der Tradition hörige Denker distanziert sich von der spekulativen Lehre der Proportionen zwischen Sphärenharmonie und menschengemachter Musik. Solche himmlischen Klänge und Engelsgesänge habe noch niemand gehört. Am Anfang diskutiert er die grundsätzlichen Schwierigkeiten bei der Klassifikation von Musikinstrumenten, weil bei der Anwendung einzelner Kriterien immer der Gegenstand als Ganzes aus dem Blick verschwände. Gegen die bisherige Einteilung der Instrumente nach der Art der Klangerzeugung setzt der praktische Musiker Grocheo deshalb eine Ordnung, bei der Musikinstrumente nach ihrem Einsatzgebiet und in ihrer sozialen Funktion (in seiner Umgebung von Paris) klassifiziert werden. Er bespricht die Instrumente nicht nur als Bestandteile einer Musiktheorie, sondern als Erster auch ihre Verwendung in der Unterhaltungsmusik. Den Saiteninstrumenten und hierin besonders der viella weist der den obersten Rang zu, weil man durch Verkürzen der Saiten die Tonerzeugung direkt beeinflussen könne. Ferner nennt er psalterium, cithara, lyra und die quitarra sarracenica. Grocheos um 1280 verfasste Schrift (Tractatus de musica, als Pergamenthandschrift aus dem 14./15. Jahrhundert erhalten) beinhaltet die ausführlichste Beschreibung der Aufführungspraxis des 13. Jahrhunderts.
In mehreren Schriften zur Musik vermittelt Johannes de Muris (um 1300 – um 1360) die ausführlichste Klassifizierung des 14. Jahrhunderts. Die musica naturalis teilt er in Gesangsstimme und musica mundana (himmlische Musik). Die instrumenta artificialis setzen sich gemäß ihren Bestandteilen aus chordalia (Saiteninstrumente), foraminalia (von foramina, „Bohrungen“, „Öffnungen“, Blasinstrumente) und vasalia (Gefäße) zusammen. Einige seiner aus dem Griechischen übernommenen Bezeichnungen verwendet er irrtümlich und gelegentlich ist nicht klar, welchen Instrumententyp er meint. Zusätzlich unterscheidet Johannes de Muris die Instrumente nach ihrem Tonumfang oder ihrer Stimmung. Offensichtlich meint er Saiteninstrumente, wenn er nach Stimmungen in bestimmten Intervallen sortiert.
Zupf- und Streichinstrumente waren im 14. Jahrhundert weit verbreitet, dennoch ist nicht bekannt, dass eine Unterscheidung zwischen ihnen getroffen wurde. Dasselbe gilt für das Clavichord, ein Tasteninstrument, das es um diese Zeit bereits gab und das unter die Saiteninstrumente eingeordnet wurde. Im 15. Jahrhundert beschäftigte sich der spanische Mathematiker und Musiktheoretiker Bartolomé Ramos de Pareja (um 1440–1522) in seinem 1482 veröffentlichten Werk über Musik mit den Klangwerkzeugen, die er zunächst in vox (Gesang) und sonus (Instrumente) unterscheidet. Bei der weiteren Unterteilung in Saiten- und Blasinstrumente lässt er die Perkussionsinstrumente völlig außer Acht. Der Vorliebe seiner Zeit für Saiteninstrumente entsprechend, widmet er sich ihnen ausführlich und teilt sie in solche mit gleich langen und solche mit unterschiedlich langen Saiten ein. Das von Ramos beschriebene Monochord besaß mehrere unterschiedlich lange Saiten.
Paulus Paulirinus de Praga (1413 – nach 1471) aus Böhmen gehörte zu den ersten Gelehrten, die sich den mechanischen Konstruktionen der verschiedenen Tasteninstrumente widmeten (Monochord, Clavichord mit doppelchörigem Saitenbezug, Harpsichord). Andere, von Paulirinus erwähnte Instrumentennamen sind teilweise schwer verständlich. Seit dem 10. Jahrhundert verwendeten die mittelalterlichen Autoren gelegentlich Bezeichnungen, die nicht mit den spätlateinischen übereinstimmen. Instrumente aus der Volksmusik kommen in keiner Aufzählung vor. Im gesamten Mittelalter wurden Saiteninstrumente bevorzugt.

### Neuzeit
Lagen bisher die Instrumentenklassifizierung und die Musiktheorie auf einer Linie, so teilten sie sich jetzt in verschiedene Richtungen. Musikinstrumente wurden seit Beginn der Neuzeit vor allem in den Vorworten der Tabulaturen erwähnt. Sebastian Virdung (* um 1465) verfasste mit Musica getutscht und außgezogen (1511 gedruckt) die älteste Schrift nur über Musikinstrumente.
Klassifikation von Sebastian Virdung:

Virdung beschreibt zunächst die Musikinstrumente und gibt danach für einige Instrumente wie Laute, Clavichord und Flöte praktische Anweisungen zu Bau, Stimmung und Spielweise in Frage-Antwort-Form. Bei der grundlegenden Einteilung orientiert er sich bei den Saiteninstrumenten am Vorhandensein von Saiten, bei den Blasinstrumenten am Wind, der sie zu Tönen anregt, und am Material bei der dritten Gruppe, den Schlaginstrumenten. Die weiteren Untergruppen unterscheidet er nach der Bauform.
Gioseffo Zarlino (1517–1590) ordnet in seinem Werk Sopplimenti musicali von 1588 die Musikinstrumente in zwei parallelen Systemen nach verschiedenen Kriterien und erschafft so die komplexeste Kategorisierung des 16. Jahrhunderts. Nach seiner Unterscheidung in instrumenti naturali und artficiali bildet er mit den Blas-, Saiten- und Schlaginstrumenten die erste Ordnung. Die nächste Unterteilung erfolgt nach morphologischen Kriterien und nach der Spielweise. Er fragt bei den Blasinstrumenten, ob sie aus einer oder zwei Röhren bestehen und weiter, ob sie Grifflöcher haben oder nicht; ferner, ob die Instrumente variable (instromenti mobili) Tonhöhen wie Trompeten oder feste Tonhöhen (instromenti stabili) wie Tasteninstrumente und Flöten mit Fingerlöchern haben. Mit tasti meint er Tasten und Bünde. Bei der nächstunteren Stufe geht es darum, ob die Stimmung wie bei Laute und Viola geändert werden kann oder unveränderlich ist. Tasti-Instrumente sind eine Untergruppe der Saiteninstrumente und gliedern sich weiter in instromenti mobili und stabili. Die instromenti mobili beinhalten eine Gruppe, bei der nur eine Hand die Tasten drückt (die andere dreht wie bei der Drehleier ein Rad). Die andere Untergruppe benötigt beide Hände zum Spielen (Cembalo). Zu dieser hoch differenzierten Einteilung gesellt er eine zweite, bei der die Instrumente in einfach und zusammengesetzt und dann weiter nach ihrem Material unterschieden werden. Einfach sind die Instrumente aus Metall (campana, eine mit dem Hammer geschlagene Glocke), zusammengesetzt sind die Trommeln, weil sie aus Holz und Tierhaut bestehen.
Im 16. Jahrhundert kamen Besonderheiten der Bauform und die Spielpraxis mehr ins Blickfeld, weil der Aufschwung, den die Instrumentalmusik in der Renaissance nahm, an die technische Entwicklung der Instrumente immer höhere Ansprüche stellte. Darüber hinaus erhöhte sich die Zahl der Instrumententypen im 16. Jahrhundert deutlich, weil neue erfunden und auch außereuropäische Instrumente in die Musizierpraxis aufgenommen wurden. Zarlino unterscheidet vermutlich als erster die Saiteninstrumente von den Tasteninstrumenten und gestrichene von gezupften Saiten. Michael Praetorius (1571–1621) bildet im zweiten Band des Syntagma musicum von 1619 innerhalb der Saiten- und Blasinstrumente „Familien“ nach der Form und nach Spieleigenschaften: ob ein Instrument den Ton lange halten kann, ob es eine feste Stimmung besitzt, sein Tonumfang für eine Komposition ausreicht oder ob es über seinen vorgegebenen Tonumfang hinaus noch weitere Töne produzieren kann. Die Vorstellung von Instrumentenfamilien ist bis heute geläufig.
Klassifikation von Michael Praetorius:

Aus dem Blickwinkel eines Mathematikers, dem mehr an akustisch-physikalischen Berechnungen gelegen ist, teilt der Jesuit Marin Mersenne (1588–1648) die Saiteninstrumente in seiner Harmonie universelle: Contenant la théorie et la pratique de la musique von 1636/37 in solche mit und solche ohne Hals. Die ersteren beurteilt er danach, ob sie Bünde haben oder nicht, die letzteren, ob sie eine Tastatur haben.
Als Nachwirkung der Lehren des Julius Pollux, der im 2. Jahrhundert Saiten- und Schlaginstrumente zu einer Kategorie zusammengefasst hatte, wurden im 18. Jahrhundert Tasteninstrumente im Unterschied zum vorigen Jahrhundert überwiegend zu den Schlaginstrumenten gezählt. Wie Sébastien de Brossard (1655–1730) gaben im 18. Jahrhundert verschiedene Gelehrte den Streich- und Tasteninstrumenten eine bevorzugte Stellung. Die Klassifizierung im Dictionnaire de musique, contenant une explication des termes Grecs, Latins, Italiens, et François. (Paris 1703) des Musikers de Brossard besteht aus folgender Dreiteilung:
1. enchorda oder entata, mehrsaitige Saiteninstrumente: (a) mit Fingern gezupft: Gitarre, Harfe, Theorbe, Laute, (b) gestrichen: Drehleier, Violine, Trumscheit, archiviole (gestrichenes Instrument mit Tasten), (c) mechanische Instrumente
2. pneumatice oder empneusta, Blasinstrumente: (a) natürlich geblasen: Serpent, Fagott, Oboe, Trompete, Flöte, (b) künstlich geblasen: Sackpfeifen, Orgel
3. krusta oder pulsatilia, Schlaginstrumente: (a) mit Schlägeln geschlagen: Trommel, Pauke, (b) mit Klöppeln geschlagen: Zymbal, Psalterium, (c) mit Plektrum gezupft: Cister, auch Spinett, Cembalo, (c) mit Hammer geschlagen: Glocken.[22]

## Moderne universale Klassifizierungen

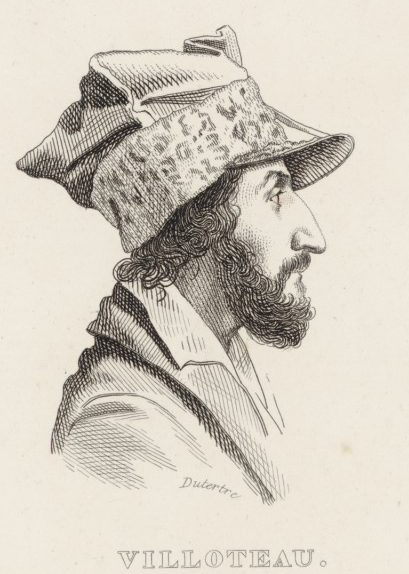
Guillaume André Villoteau

Ab Anfang des 18. Jahrhunderts wuchsen in Europa die Sammlungen mit bislang unbekannten exotischen Musikinstrumenten, die Forschungsreisende aus der ganzen Welt mitbrachten. Stellvertretend für einen der ersten Musikwissenschaftler, der daran Interesse zeigte, sei Guillaume André Villoteau (1759–1839) genannt, der zum wissenschaftlichen Stab von Napoleons 1798–1801 durchgeführtem Ägyptenfeldzug gehörte und sich in der Folge besonders mit ägyptischen Musikinstrumenten befasste. Vieles in den schnell wachsenden Depots der Museen war schlecht beschriftet und falsch zugeordnet. Das erste, auf universale Gültigkeit angelegte Klassifizierungssystem des Belgiers Victor Charles Mahillon (1841–1924) entstand aus dem Bedürfnis, ein Ordnungskriterium für die Arbeit im Museum des Brüsseler Konservatoriums zu entwickeln. Der fünfbändige Katalog des ersten Konservator dieses Museums bildet die Grundlage der modernen Instrumentenkunde. Die Einleitung des 1880 erschienenen ersten Bandes enthält die als Einführung in das Katalogwerk gedachte Klassifizierung Mahillons.
Die Klassifizierung besteht aus der Grundeinteilung in vier Gruppen analog zum altindischen System: „Autophone“ (Selbstklinger, ein eigenelastischer Festkörper), „Membranophone“ (eine zweidimensional gespannte Membran gibt Schwingungen an einen Korpus weiter), „Chordophone“ (eine eindimensional gespannte Saite überträgt Schwingungen, Saiteninstrumente) und „Aerophone“ (eine Luftsäule in einer Röhre gerät in Schwingungen, Blasinstrumente). In der zweiten von insgesamt vier Stufen geht es um die Art der Tonerzeugung. Die Autophone werden nach Anschlagen, Zupfen oder Reiben unterschieden, die Aerophone nach dem Vorhandensein eines Rohrblatts, einer Anblaskante, der Ansatztechnik und in mehrstimmige Blasinstrumente mit Windkammer (Sackpfeife). Die Saiteninstrumente werden gestrichen, gezupft oder angeschlagen. In der dritten Stufe unterscheidet Mahillon die Saiteninstrumente und Membranophone, ob sie Töne von bestimmter oder unbestimmter Höhe produzieren und die Blasinstrumente nach der Art der Tonerzeugung. Weitere morphologische Eigenschaften folgen in der vierten Stufe. Die Stufen sind mit branches, sections und subsections bezeichnet, vermutlich mit Bezug auf die biologische Taxonomie des schwedischen Naturforschers Carl von Linné (erstmals 1735 in Systema Naturae). Innerhalb der einzelnen Gruppen werden Instrumente mit und ohne Klaviatur oder automatischer Mechanik unterschieden. Das System ist streng logisch gegliedert und basiert auf wenigen Kriterien. Es ist auf europäische Musikinstrumente zentriert, bietet jedoch mehr Differenzierungsmöglichkeite für Perkussionsinstrumente als bisherige europäische Klassifizierungen, an die es dennoch anknüpft.
Einen weiteren wesentlichen Beitrag zur Instrumentenkunde lieferte Georg Kinsky, der in Köln das Musikhistorische Museum des Papierfabrikanten Wilhelm Heyer betreute. Zwei Bände seines Katalogs veröffentlichte er 1910 und 1912, der dritte geplante Band zu den Blasinstrumenten ist nie erschienen. Kinsky klassifizierte die Instrumente nicht nach dem Schema Mahillons, sondern mit seinem großen historischen Fachwissen hauptsächlich nach spieltechnischen Merkmalen.
Um die Jahrhundertwende erschienen zahlreiche Monografien über die Geschichte der Musikinstrumente. Darunter war eine systematische Abhandlung über die altenglischen Musikinstrumente des anglikanischen Domherrn und Musikhistorikers Francis W. Galpin (1848–1945) von 1910. Im Anhang ist sein 1900 in London vorgetragenes erstes Klassifizierungsschema enthalten, mit dem er an die vier Klassen von Mahillon anknüpft. Unter diesen vier classes folgen in weiterer, im Fall der Saiteninstrumente sechsfacher Untergliederung divisions, groups, sections, sub-sections und branches bis zu families (Typen mit unterschiedlichen Stimmungen). An der zweiten Stufe steht wieder die Unterscheidung, ob das Instrument eine Tastatur hat oder nicht oder eine automatische Spielmechanik besitzt. Auch Galpins Einteilung ist zu einseitig auf europäische, technisch ausgereifte Musikinstrumente ausgerichtet und berücksichtigt nicht außereuropäische Instrumente; im Fall der Idiophone (sonorous substances) war die Frage nach der Klaviatur überflüssig, denn er konnte kein Beispiel für eine solche angeben. Die dritte Stufe trennt bei den sonorous substances und den vibrating membranes (Membranophone) in rhythmic und tonal. Dies entspricht der mittelalterlichen Unterscheidung zwischen Instrumenten mit bestimmter und unbestimmter Tonhöhe. Die übrigen beiden Gruppen werden auf der dritten Stufe nach den üblichen Charakteristika der Tonproduktion unterschieden. Das System kam bei der Katalogisierung zweier Museen zum Einsatz und geriet später in Vergessenheit.
Im Unterschied zu Galpin galt das musikethnologische Interesse von Curt Sachs (1881–1959) in Berlin unterschiedslos allen damals bekannten Musikinstrumenten, wie er sie in seinem Reallexicon der Musikinstrumente von 1913 mit Angaben zu Bauform und etymologischen Hinweisen aufgelistet hatte. Zusammen mit Erich von Hornbostel (1877–1935) veröffentlichte er 1914 Systematik der Musikinstrumente. Ein Versuch. Diese basiert auf den als logisch und transparent gewürdigten vier Gruppen Mahillons, die durch eine große Zahl von immer nach einem Merkmal gebildeten Unterkategorien ergänzt werden. Deren Anordnung erfolgt formal entsprechend der Dewey Decimal Classification, einem vom US-amerikanischen Bibliothekar Melvil Dewey entwickelten hierarchischen System zur Klassifikation von Bibliotheksbeständen. Das System sollte für alle Instrumente und für alle Zeiten geeignet sein. Die Unterteilungen berücksichtigen in erster Linie die akustischen Eigenheiten der Tonerzeugung, die jedoch bei manchen Instrumenten durch morphologische Kriterien ergänzt werden müssen. Zugeständnisse an die logische Struktur waren erforderlich, weil sich das gesamte Material als zu komplex erwies, um nur ein Charakteristikum anwenden zu können. So ist etwa der an sich fließende Übergang von Zylindertrommeln zu Rahmentrommeln – beides sind Röhrentrommeln – durch die Rahmenhöhe definiert, die bei Rahmentrommeln willkürlich auf den Radius des Trommelfells begrenzt wird. Während Aerophone auf der zweiten Stufe nach ihrer Tonerzeugung unterschieden werden, ist bei den Chordophonen die Form des Korpus und die Position der Saiten maßgeblich. Eine Untergruppe der Tasteninstrumente und der Instrumente mit automatischer Mechanik fehlte anfangs.

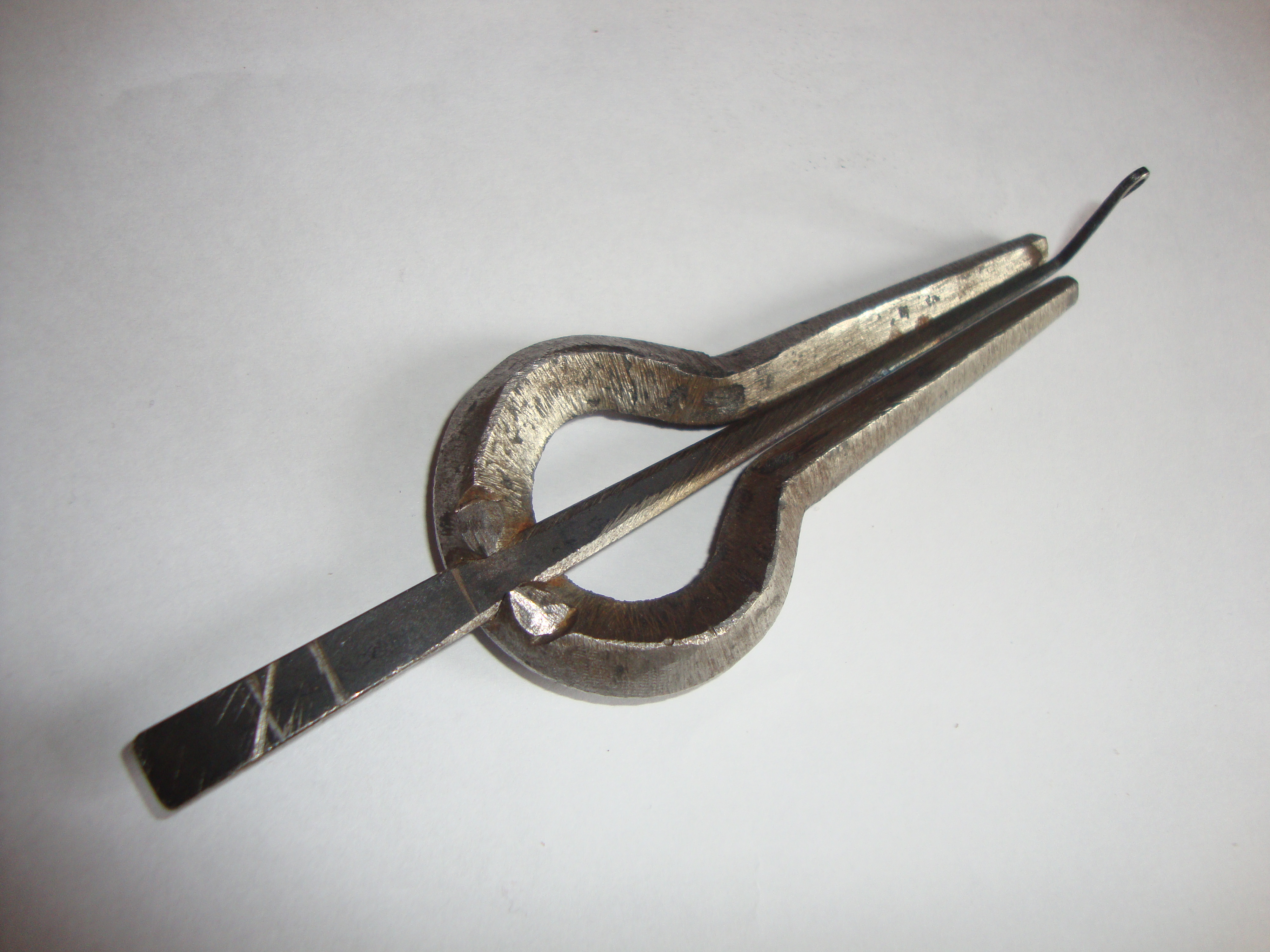
Morsing, eine südindische Maultrommel. Die angezupfte Zunge überträgt ihre Schwingungen auf den Eisenrahmen eines Idiophones, oder das angezupfte Rohrblatt überträgt die Schwingungen direkt in den Luftraum eines Aerophones.

Es gibt einige Streitfälle, die sich schlecht in die Hornbostel-Sachs-Systematik einordnen lassen oder mehreren Gruppen zugleich zugehören könnten. Beispielsweise steht die Maultrommel, die in Mahillons Systematik bei den autophones einsortiert ist, hier in der entsprechenden Kategorie der Idiophone. Wird die Zunge der Maultrommel als durchschlagende Zunge aufgefasst, die nicht durch Anblasen, sondern durch Zupfen in Schwingung gerät und diese Schwingungen an die Luft überträgt, so kann die Maultrommel zu den freien Aerophonen gezählt werden. Umgekehrt könnten die Rohrblattinstrumente bei den Idiophonen eingeordnet werden. Solche Kritik in Einzelfällen lässt sich bei allen auf Universalität angelegten Systemen üben. André Schaeffner, der eine eigene Systematik entwarf, kritisierte die Untergruppe der Zupf-Idiophone (12) insgesamt. Hierzu gehören auch die in Afrika vorkommenden Lamellophone, bei denen mit den Fingern Metallzungen angezupft werden, die ihre Schwingungen auf einen Resonanzkörper oder ein Brett übertragen. Der Züricher Musikethnologe A. E. Cherbuliez bildete aus Maultrommel, Lamellophon und anderen „Zupfidiophonen“ später die eigene Gruppe der „Linguaphone“.
Die Hornbostel-Sachs-Systematik von 1914 berücksichtigte das damals bekannte Instrumentarium. Im Jahr 1940 ergänzte Sachs die Systematik um die fünfte Kategorie der Elektrophone. Sachs führte den Begriff für sehr unterschiedliche Musikinstrumente ein, die unabhängig von ihrer Tonerzeugung mit elektrischer oder elektromagnetischer Energie zu tun haben. Als erster hatte Galpin 1937 den Ausdruck electrophonic instruments verwendet. Die aus drei Untergruppen bestehende Kategorie der Elektrophone wurde weitgehend akzeptiert und von anderen Forschern übernommen, mit dem Einwand, dass nach der inneren Logik der Systematik die erste Untergruppe, die E-Gitarren enthält, nicht dazugehören sollte, weil bei ihnen die Tonerzeugung akustisch erfolgt und der Ton nur elektrisch verstärkt und verändert wird. Elektrophone im Wortsinn sind unter anderem das in den 1920er Jahren verbreitete Theremin und die später daraus hervorgegangenen Synthesizer.
Die Grundlage der Hornbostel-Sachs-Systematik bildet kein theoretisches, logisches System, in welchem die Objekte nach Ausschließlichkeitskriterien in Dichotomien (entweder – oder) zugeordnet werden, sondern ist das Ergebnis einer empirischen Beurteilung, die nach funktionellen und strukturellen Ähnlichkeiten fragt. Dadurch ist die Systematik nicht spezialisiert und weder zwingend noch statisch. So kann es in Einzelfällen möglich sein, ein Instrument strukturell zwei Hauptgruppen zugleich zuzuordnen. Die hierarchische Ordnung des Systems ist kein von den Verfassern eingeführtes Konzept, sondern ergibt sich zwangsläufig, sobald eine Ordnung in mehr als einer Gliederungsebene auftritt. Die Hornbostel-Sachs-Systematik ist – wie jede Klassifizierung, die auf Erscheinungsformen basiert – ahistorisch, das heißt, sie ist nicht von historischen Bewertungen abhängig. Entwicklungsabläufe gehören zwar nicht zum Prinzip der Systematik, dennoch erreichen die unteren Gliederungsebenen im Ergebnis eine historische Signifikanz. Wohl erscheint es zwingend, die Gruppe der Idiophone an die erste Stelle zu setzen, eine entwicklungsgeschichtliche Richtung für die Positionierung der anderen drei Hauptgruppen ist hieraus jedoch nicht abzuleiten.
Bis heute ist die Hornbostel-Sachs-Systematik am weitesten verbreitet, trotz zahlreicher Versuche, sie in Teilen zu reformieren oder zu ergänzen. Die meisten späteren Klassifizierungen sind lediglich Erweiterungen. Der französische Anthropologe und Musikethnologe André Schaeffner (1895–1980), Leiter der Musikinstrumentensammlung des Musée de l’Homme in Paris, entwickelte 1932 eine völlig andere Systematik, bei der er die ungenaue und als unlogisch bezeichnete Kategorie der Idiophone vermeiden wollte. Seine im Wesentlichen auf ethnographischen Daten basierende Klassifizierung besteht aus einer einfachen Struktur mit wenigen Kriterien und nur zwei Gruppen an der obersten Ebene: (1) den Musikinstrumenten mit festen, vibrierenden Resonanzkörpern und (2) Musikinstrumenten, die schwingende Luft enthalten. Die festen Körper werden unterteilt in (a) solche, die nicht gespannt werden (Idiophone), (b) Instrumente mit elastischen Teilen (Lamellophone) und (c) von einer Spannung abhängige Instrumente (Saiteninstrumente und Membranophone). Zu den Instrumenten mit schwingender Luft gehören die Eigenschaften: (a) freier Luftraum (Sirene, Harmonium, Akkordeon), (b) Hohlraum (Tontopftrommeln, ghatam) und (c) Luftröhre (eigentliche Blasinstrumente). Die nächsten beiden Ebenen sind nach Form und teilweise Material bestimmt. Trotz ihrer perfekten inneren Logik und Klarheit ist Schaeffners Klassifizierung im Schatten der Hornbostel-Sachs-Systematik außerhalb Frankreichs wenig bekannt geworden.
Im Jahr 1937 verfasste Francis W. Galpin eine zweite Klassifizierung, der dieses Mal die Arbeit von Hornbostel und Sachs zugrunde lag, einschließlich einer fünften Kategorie electrophonic instruments or electric vibrators, die Sachs 1940 in seine Systematik übernahm. In die fünfte Kategorie fügte Galpin unter anderem Trautonium, Hammond-Orgel und das 1928 erfundene Hellertion ein. Im Unterschied zu 1910 verzichtete er nun auf die Unterscheidung nach der Tastatur und machte dadurch seine neue Systematik allgemeiner verwendbar. In der vierten Ebene taucht die Tastaturfrage zusammen mit anderen Kriterien wieder auf. Unabhängig von einigen einzelnen problematischen Zuordnungen fehlt es Galpins Klassifizierung insgesamt an Klarheit.
Francis W. Galpin hatte eine umfangreiche private Sammlung von Musikinstrumenten angelegt, die ab 1916 den Grundstock der Musikinstrumentensammlung des Museum of Fine Arts, Boston bildete. Der aus Russland stammende, gelernte Ingenieur Nicholas Bessaraboff (1894–1973) wollte anfangs den Bestand der 564 Musikinstrumente – davon stammten über die Hälfte von außerhalb Europas – lediglich katalogisieren, erweiterte jedoch seine Arbeit zu einem 500-seitigen Handbuch über die Geschichte europäischer Musikinstrumente, das 1941 unter dem Titel Ancient European Musical Instruments erschien. Darin ist eine eigene Klassifizierung der Musikinstrumente enthalten, die auf die erste Einteilung von Galpin 1910 Bezug nimmt und die fünf Hauptgruppen zunächst in 1) direkt angeregte, 2) durch Tasten angeregte und 3) automatisch bewegte Instrumente unterteilt. Curt Sachs würdigte das Handbuch in einer Besprechung 1942, kritisierte jedoch an der Einteilung die nächste Untergruppe, die Bessaraboff nach Klang und Spielweise vornahm, also bei Idiophonen und Membranophonen, ob sie eine unbestimmte oder bestimmte Tonhöhe produzieren, bei Aerophonen, ob sie längs oder quer angeblasen werden, und bei Saiteninstrumenten, ob die Saiten gezupft, geschlagen oder gestrichen werden. Für Sachs war das ein Rückfall in die Zeit vor seiner Klassifizierung. Nach dieser ändert sich ein Saiteninstrument nicht, wenn es einmal gezupft und ein andermal gestrichen wird. Außerdem bemerkte er, dass sich Trommeln nicht eindeutig nach bestimmter oder unbestimmter Tonhöhe einteilen lassen. Obwohl Bessaraboff kenntnisreich und umfassend auch fast vergessene russische Literatur auswertete, wurde sein einziges veröffentlichtes Werk relativ wenig bekannt.
Der schwedische Musikethnologe Tobias Norlind (1879–1947), Direktor des Stockholmer Musikmuseums (Musikhistoriska Museet) ergänzte akribisch die Hornbostel-Sachs-Systematik um viele kleine Details. Von seiner groß angelegten Abhandlung sind nur die ersten beiden Bände erschienen. In einem 1932 veröffentlichten Artikel sprach er sich dafür aus, außer den bisherigen akustischen und morphologischen Kriterien auch kulturelle Eigenschaften wie Spielpraxis, geografische Verbreitung und wie bei der biologischen Evolution die Herkunft in den Blick zu nehmen. Damit machte er den Anfang für die nachfolgenden Bemühungen, die sich um ebendiese kulturspezifische Betrachtungsweise bemühen.
Norlinds Anliegen setzte als erster Hans Heinz Dräger (1909–1968) ansatzweise in einer Klassifizierung um, für die er die „Erscheinungswelt der Musikinstrumente“ mit einer großen Zahl von „Kennzeichen“ zugleich ergründen wollte, was „nur in Bezug auf die Spielart möglich“ sei. Die Anordnung wird in Form einer Tabelle präsentiert, mit 14 senkrechten Spalten für die äußeren Kennzeichen, die für jeden Instrumententyp angegeben sind, der am rechten Zeilenende aufgeführt ist. Die äußeren Kennzeichen umfassen „den in Schwingung zu versetzenden Stoff, Schwingungsüberträger, Resonatoren und Schwingungserreger.“ Drägers Tabellenwerk war in einem weit größeren Rahmen angelegt, blieb jedoch (ohne die Hilfe eines Computers) auf die Darstellung der äußeren Kennzeichen begrenzt. Als weitere Kennzeichen für die Kategorisierung sah er Tonerzeugung; Ein- und Mehrstimmigkeit; musikalische Beweglichkeit; Tondauer, dynamische Ergiebigkeit, Lautstärke; Umfang, Melodieausgestaltung; Registerreichtum; Klangfarbe und die Person des Spielers vor. Das Tabellenwerk ist unübersichtlich und teilweise von subjektiven Beurteilungen abhängig, etwa welches Material oder welche Funktion bei der Einsortierung bevorzugt werden soll.
Eine Klassifizierung mit dem eingeschränkten Zweck, die von Hornbostel und Sachs nicht beachteten Tonqualitäten zugrunde zu legen, veröffentlichte 1960 der Musikwissenschaftler Kurt Reinhard. Den Beitrag hatte er bereits 1943 verfasst und 1950 als Anhang seiner Habilitationsschrift beigefügt. Reinhard verstand seinen Beitrag ausdrücklich als Ergänzung zur Hornbostel-Sachs-Systematik, um dem von Norlind eingebrachten Begriff der „Instrumentenpsychologie“ zu Geltung zu verhelfen. Er beklagte, dass nach morphologischen Gesichtspunkten Musikbogen und Klavier enger beieinander stehen als Klavier, Harmonium und Orgel, obwohl die erstgenannten musikalisch nichts, letztere aber sehr viel miteinander zu tun haben. Reinhards Tabelle enthält, nach geografischen Großregionen eingeteilt, auf der ersten Stufe die Unterscheidung nach (1) Geräuschinstrumenten (Triangel, Trommel), (2) Eintoninstrumente und (3) für mehrstimmiges Spiel geeignete Instrumente. Gruppe (2) wird unterteilt in (a) Tonhöhe nicht änderbar (Pauke), (b) beliebig änderbar (Posaune) und (c) stufenweise änderbar (Flöte, Oboe, Maultrommel). Ebenso werden die Mehrtoninstrumente (3) eingeteilt in (a) nicht änderbar (Xylophon), (b) beliebig änderbar (Violine) und (c) stufenweise änderbar (Dudelsack, Gitarre). Die Beispiele sind der Spalte „Europa“ entnommen. Eine solche Einteilung ist nicht frei von Werturteilen und stellenweise uneindeutig.
Von einem allen anderen Klassifikationen entgegengesetzten Ausgangspunkt näherten sich Oskár Elschek (* 1931) und Erich Stockmann (1926–2003) einer Typologie der Volksmusikinstrumente. Beide waren Mitglieder der 1962 von Ernst Emsheimer und Stockmann gegründeten Study Group on Folk Music Instruments, die sich die ethnografische Feldforschung zur europäischen Volksmusik zum Ziel gesetzt und eine große Zahl Musikinstrumente und Tondokumente gesammelt und dazu Dokumentationen herausgebracht hat. Ihre 1969 veröffentlichte Typologie stellt den ersten methodologischen Versuch dar, eine Klassifizierung von unten nach oben vorzunehmen. Sie beginnen auf der Basis von Drägers Tabellen beim einzelnen Musikinstrument, das sie gemäß Spielweise, Bauform, Konstruktion, klanglichen Eigenschaften und der Herstellungsmethode mit anderen Instrumenten zu Typen zusammenlegen. Je weiter sie in Richtung zu größeren Gruppen vorangehen, werden die gemeinsamen Eigenschaften weniger. Der Unterschied ist, dass bei der üblichen, nach unten fortschreitenden Differenzierung auf jeder Stufe nur ein Kriterium angesetzt wird, während sich hier der Blick auf das Instrument in seiner Gesamtheit und gesellschaftlichen Umgebung richtet. Elscheks und Stockmanns Methode fand bislang nur wenige Befürworter, sie wäre auch auf Instrumente der klassischen und anderer Musik anwendbar.
Mantle Hood (1918–2005), ein auf indonesisches Gamelan spezialisierter Schüler Jaap Kunsts, entwarf 1971 eine mit fünf Kategorien angelegte, komplexe Systematik als Erweiterung zu derjenigen von Hornbostel und Sachs. Auf der untersten Stufe fügte er weitere Verzweigungen nach Art der Tonproduktion hinzu: Lautstärke, Tonhöhe, Klangbild und Schnelligkeit der Tonfolge. Damit entwarf er für jedes einzelne Instrument ein grafisches, auf Symbolen basierendes System von „Organogrammen“, mit dem Charakteristika der Bauform, des Materials und der Spielweise dargestellt werden können. Voraussetzung ist ein extensiver Datenfundus. Hoods System einer „symbolischen Taxonomie“ gilt als innovativste Erweiterung der Hornbostel-Sachs-Systematik, übernimmt jedoch zwangsläufig die dort kritisierten Punkte.
1971 veröffentlichten die beiden britischen Musikethnologen Jeremy Montagu und John Burton eine eigene Klassifikation, weil sie das numerische Ordnungssystem der Hornbostel-Sachs-Systematik als zu kompliziert empfanden und weil sich dort kombinierte Instrumente (mittelalterliche Triangel mit Rassel, schottischer Dudelsack mit Einfach- und Doppelrohrblatt) nicht unterbringen lassen. Sie differenzieren weitgehend nach der Bauform und fügen kulturelle (ethno-organologische) und geografische Details sowie Angaben zum Hersteller des Instruments hinzu. Anstelle der Dezimalklassifikation, bei der maximal neun Unterkategorien gebildet werden können, ordnen sie die Untergruppen nach Bedarf in beliebig vielen Begriffen, die sie Carl von Linnés biologischer Taxonomie entlehnen (uneinheitlich gegliedert in beispielsweise Klasse, Ordnung, Unterordnung, Familie, Gattung, Spezies, Varietät). Diese Anordnung ist in der Breite beliebig erweiterbar und kann je nach einer der vier bekannten Oberkategorien mit unterschiedlichen Kriterien gefüllt werden. Die Akzeptanz blieb geringer, als es den Vorteilen der Systematik entsprechen würde; möglicherweise weil dieselbe Übernahme von Linnés Begriffen durch Mahillon bereits Anfang des 20. Jahrhunderts kritisiert wurde und weil die so bezeichneten Gruppen nicht mit denen der anderen Kategorien übereinstimmen.
Die zu kategorisierende Materialfülle, die Dräger an der Vollendung seines Werks gehindert hatte, konnte Michael Ramey 1974 mit Hilfe eines Computers (IBM 360/91 der University of California) bearbeiten. Ramey nahm als Grundgerüst die Hornbostel-Sachs-Systematik plus die von Mantle Hood gesammelten Daten plus morphologische Kriterien von Dräger und kam so zu 39 morphologischen, 15 akustischen und 21 musizierpraktischen Kriterien, die er in einer dreistufigen ergänzenden Systematik unterbrachte. Die musizierpraktischen Kriterien beinhalten Angaben von der genauen Spielhaltung bis zur sozialen Stellung des Musikers.
Nach dem Titel seiner Forschungsarbeit Grundlagen des natürlichen Systems der Musikinstrumente von 1975 geht es Herbert Heyde (* 1940) um ein „natürliches“ Verhältnis zwischen den Musikinstrumenten von den Urzeiten der Geschichte bis heute. Er kritisiert die bisherigen „künstlichen“ Klassifikationen schon im Ansatz, weil sie sich zu wenig um die Entwicklung der Musikinstrumente und ihr Verhältnis zueinander gekümmert hätten. Heydes Beitrag soll einen Rahmen zum Verständnis der Geschichte der Musikinstrumente liefern. Ähnlich globale Beziehungen zwischen den Musikinstrumenten hatte Curt Sachs 1929 angenommen (Geist und Werden der Musikinstrumente), seine Analysen jedoch vom funktionellen Apparat der Systematik getrennt gehalten. Zu jedem Instrument beschreibt Heyde mit 14 Kriterien dessen Bauform, Spielweise und musikalische Eigenschaften. Vier abgestufte Abstraktionsklassen, zu denen der technische Entwicklungsgrad gehört, bringen die Musikinstrumente in eine der biologischen Evolution analoge Ordnung. Zu jedem technischen Kriterium (Tastatur, Fingerlöcher und Klappen bei Blasinstrumenten, Zug der Posaune) gehört die Angabe, ob es anthropomorph oder technomorph ist, im letzten Fall, ob die Übertragung mechanisch, pneumatisch oder elektrisch erfolgt. Heydes Klassifizierung ist schlüssig, weil sie in jeder Stufe auf einem Merkmal basiert und schließt die bisherigen Systematiken ein. Für jedes Instrument gibt es eine Zeichnung mit symbolischen Elementen, die rückübersetzt werden müssen.
In diesem Sinn warb auch Hans-Peter Reinecke (1975) für ein tieferes Verständnis der musikalisch-sozialpsychologischen Zusammenhänge. Den vier Instrumentenklassen (1) Trompetenartige, (2) Flöten, (3) Glocken und Gongs und (4) Saiteninstrumente stellte er vier emotionale Stereotype gegenüber, wobei er mehr an Sinnfragen zur Bedeutung der Phänomene als an ihrer Struktur interessiert war.
Tetsuo Sakurai vom Ethnologischen Nationalmuseum in Kyoto veröffentlichte 1980 eine Klassifikation und 1981 eine revidierte Fassung derselben. Die ältere Systematik basiert auf einer parallelen Gliederung der Musikinstrumente als Elemente der materiellen Kultur und der geistigen Kultur. Im ersten Fall folgt eine siebenteilige Gliederung nach dem Schallerreger in (a) Luft, (b) Saite, (c) Rohrblatt, (d) festes Objekt, Hohlkörper, (e) Membran und (f) Oszillator. Der Schallerreger wandelt die ankommende Energie in Schallwellen um. Auf der nächstunteren Ebene geht es um die Bauform. Bei der Systematik von 1981 stehen drei Schemata nebeneinander. Das erste fragt wie zuvor in sieben Gruppen nach dem Schallerreger, das zweite genauer nach dessen Form und das dritte nach der Art des produzierten Klangs. Die Systematik ist auf die Verarbeitung mit Computern angelegt.
Das Projekt Musical Instrument Museums Online (MIMO), das zwischen 2009 und 2011 von der Europäischen Union mitfinanziert wurde und an dem große europäische Museen, Bibliotheken und Sammlungen teilnehmen, verfolgt im Rahmen des EU-Programms eContent Plus das Ziel, einen zentralen Zugang zu den vorhandenen digitalen Materialien zu schaffen. Grundlage für eine erneute Erweiterung der Hornbostel-Sachs-Systematik durch mehrere Mitarbeiter dieses Projekts bildet die Arbeit von Jeremy Montagnu. Die Gliederung erfolgt nach der bewährten Dezimalzahlenordnung, im gesamten Bereich ergänzt um nach morphologischen Kriterien festgelegten weiteren Differenzierungen. Die weitestgehende Ergänzung erfuhr die fünfte Gruppe der Elektrophone, bei der detailliert nach der Methode der Klangerzeugung auf bis zu fünf Ebenen unterschieden wird. Eine weitere klassifikatorisch bedeutsame Ergänzung ist die Einführung einer vierten Gruppe bei den eigentlichen Blasinstrumenten (42): Nach den vorhandenen Flöten (421), Blasinstrumenten mit schwingender Zunge (422) und Blechblasinstrumenten (423) kamen die Membranopipes (424) hinzu. Bei den membranopipes, die sich nicht in die vorhandene Struktur eingruppieren ließen, ist der Tonerreger eine gespannte Membran, die, wenn sie durch einen Luftstrom angeregt wird, periodisch einen Luftdurchlass öffnet und schließt und dadurch die Luft in einer nachgeschalteten Röhre in Schwingung versetzt. Eine weitere Gruppe von seltenen Aerophonen, für die noch keine allgemein akzeptierte Kategorie in der Hornbostel-Sachs-Systematik gefunden wurde, bilden die sucked trumpets, bei denen die Töne mit den Lippen durch Ansaugen von Luft gebildet werden.
Ein Ausgangspunkt für den auf Westafrika spezialisierten Musikethnologen Roderic Knight für seine „Revision der Hornbostel-Sachs-Systematik“ von 2015 war die Klassifizierung der von ihm gespielten westafrikanischen Stegharfe kora in der Hornbostel-Sachs-Systematik nach den Lauten (321) und Harfen (322) als dritte Gruppe Harfenlauten (323). Das einfachste Instrument dieser Gruppe ist die bolon. Organologisch vereinen die Stegharfen die senkrecht über der Decke verlaufende Saitenebene der Harfen mit dem senkrecht auf der Decke aufgestellten Steg und der Korpusform der Lauten, was zur entsprechenden Klassifizierung nach konstruktiven Merkmalen führte. Knight hob (erstmals 1971) die von der Harfe übernommene Spielweise der mit den Händen von beiden Seiten gezupften Saiten hervor und führte deshalb für diese Gruppe den Begriff „Stegharfe“ (englisch bridge harp) ein, während Klaus Wachsmann (der zusammen mit Anthony Baines die Hornbostel-Sachs-Systematik 1961 erstmals ins Englische übersetzte) und Gerhard Kubik auf die Entwicklungsgeschichte der Stegharfen von den westafrikanischen Binnenspießlauten (wie der xalam) verwiesen und damit den Bezug zu den Lauten höher bewerteten. Spielweise und Herkunft sind keine in der Hornbostel-Sachs-Systematik vorkommende Kategorien. Im Knight System for Musical Instrument Classification geht Roderic Knight von den vier bekannten Instrumentenklassen aus, denen er Buchstaben zuordnet (Y = Idiophone, M = Membranophone, C = Chordophone, A = Aerophone), erst für die folgenden Unterteilungen verwendet er Zahlen. Für die fünfte Gruppe der Elektrophone sieht Knight keinen Änderungsbedarf gegenüber der MIMO-Einteilung. Die ersten Untergruppen stellen teilweise völlige Umsortierungen gegenüber der Hornbostel-Sachs-Systematik dar. So sind die Saiteninstrumente nicht mehr auf der ersten Ebene in einfache (31) und zusammengesetzte Chordophone (32), sondern in sieben Klassen eingeteilt. Die erste Klasse Variable tension C1 („veränderliche Saitenspannung“) enthält Musikbögen, die nun von den bei Zither C5 einsortierten Musikstäben getrennt sind, und bei Lute C6 („Lauten“) kommt mit „gezupft“ (C61) und „gestrichen“ (C62) das wenig spezifische Kriterium der Spielweise hinzu. Nur bei den Rohrblattinstrumenten (Reed A22), aber nicht bei den Flöten, findet sich die Unterscheidung zwischen einer konischen Bohrung (Conical bore A22.211) und einer zylindrischen Bohrung (Cylindrical bore A22.212) oberhalb der weiteren Einteilung in Einfach- und Doppelrohrblattinstrumente, weil für das ebenfalls neue Kriterium Klangqualität die Art der Bohrung entscheidender sei als die Zahl der Rohrblätter.

## Außereuropäische überregionale Klassifizierungen

### Arabische Welt
Eine alte Ordnung der Musikinstrumente in der Arabischen Welt ergibt sich aus der Bedeutung, die im anfangs mündlich überlieferten Volksglauben den Instrumenten durch ihre Herkunftslegenden beigemessen wird. Al-Mufaḍḍal ibn Salama († um 904) und der aus dem Iran stammende Autor Ibn Ḫurdāḏbih († um 912) verfassten zwei der ersten Abhandlungen über die Musik des Orients und beschrieben teilweise phantasievoll ausgeschmückt die Herkunft der damaligen Musikinstrumente von einigen im Alten Testament genannten mythischen Figuren. Nach Ibn Ḫurdāḏbih habe Matūšalaḫ die Knickhalslaute ʿūd erfunden, die sich aus dem persischen barbaṭ entwickelt hat und als edelstes der arabischen Musikinstrumente gilt. Die Langhalslaute ṭanābīr habe das Volk Lots auf böswillige Weise eingesetzt, während erst später die Perser die Harfe tschang eingeführt haben sollen. Bei al-Mas'udi (um 895–957) gehen die maʿāzif auf Ḍilāl (die biblische Zilla) zurück. Maʿāzif (Singular miʿzafa) war der Oberbegriff für Saiteninstrumente mit unverkürzten Saiten, also Harfen, Zithern und Leiern. Die miʿzafa genannte, mittelalterliche Leier war am Roten Meer ungefähr auf demselben Gebiet wie die heutige tanbūra verbreitet. Lamech (in der arabischen Tradition Lamak) habe unter anderem die Trommel ṭabl und dessen Sohn Jubal die Leier kinnor erfunden. Die Einführung der ersten Flöte (ṣaffāra) ist nach Ibn Ḫurdāḏbih den Kurden zu verdanken. Die Araber selbst haben gemäß dieser Darstellung keine eigenen Musikinstrumente hervorgebracht. Tatsächlich übernahmen die Araber nach der Eroberung des Sassanidenreichs im 7. Jahrhundert aus der iranischen Musik die Langhalslaute ṭanbūr (arabisch ṭunbūr), das Doppelrohrblattinstrument surnāy, die Harfe (arabisch ǧank) und später auch die Zupflaute rubāb. Eine türkische Quelle aus dem 17. Jahrhundert schildert ebenfalls die musikalischen Einflüsse durch fremde Völker in frühislamischer Zeit in Form einer mythischen Geschichte. Danach traten im Umkreis des Propheten neben dem ersten Muezzin und Sänger Bilal al-Habaschi noch drei Musiker auf. Zu ihnen gehörten ein indischer Paukenspieler, der mit einer großen Kesseltrommel (kūs) an den Feldzügen des Propheten teilnahm, und ein Spieler der runden Rahmentrommel al-dāʾira. Diese wurde von den rechteckigen zweifelligen Rahmentrommeln daff (dufuf, von hebräisch tof) unterschieden, eine weitere Erfindung Lamaks.
Diese im Volk verbreitete Mythen sind bemerkenswert, weil sie den Trommeln denselben Stellenwert einräumen wie den Saiten- und Blasinstrumenten. Ihr stehen die Abhandlungen der arabischen Philosophen und Musikwissenschaftler gegenüber, deren Theorien in der Tradition der griechischen Antike stehen. Die meisten arabischen Autoren maßen den Perkussionsinstrumenten einen niedrigen Rang bei oder erwähnten sie gar nicht. Ab Mitte des 9. Jahrhunderts waren arabische Übersetzungen von Aristoteles und späteren griechischen Denkern in Umlauf. Nach diesen lag der Schwerpunkt der musiktheoretischen Betrachtungen in frühislamischer Zeit neben ethischen Fragen auf der Festlegung von harmonischen Tonstufen und Proportionsmessungen, die mit kosmologischen Vorstellungen verknüpft wurden. Für al-Kindī (um 800–873) stellten Musikinstrumente eine Harmonie zwischen dem Universum und der Seele eines Einzelnen oder einem bestimmten Volk her. Den Indern sollten ihrem „natürlichen Charakter“ gemäß einsaitige Instrumente entsprechen, den Leuten aus Chorasan die zweisaitigen, den Byzantinern dreisaitige und den Griechen und Babyloniern viersaitige Instrumente. Solche nationalen Zuschreibungen, die aus der Tradition oder aus Beobachtungen herrühren, stellte auch der persische Geograf Ibn Chordadhbeh (um 820 – um 912) her, wenn er den Indern die einsaitige Stabzither mit Kalebassenresonator kankala, den Byzantinern die Leier lūrā, die Harfe (oder Leier) shilyānī, das Blasinstrument (Saiteninstrument?) urghūn und den Nabatäern das Lauteninstrument ghandūrā zuordnet.

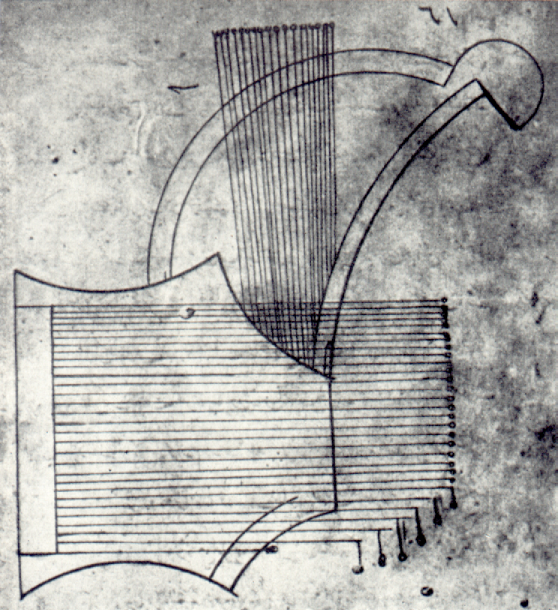
Abbildung des šāh-rūd in der in Kairo aufbewahrten Handschrift des Kitāb al-mūsīqī al kabīr von al-Farabi

Gegen al-Kindī gerichtet, der sich mehr mit griechischer Musik beschäftigte, konzentrierte sich al-Farabi (um 870–950) auf die arabische Musik seiner Zeit. In seinen musikwissenschaftlichen Hauptwerken Kitāb al-Mūsīqā al-kabīr („Das große Buch der Musik“) und Kitāb fi ’l-īqāʿāt („Buch über Rhythmen“) beschrieb er zahlreiche Musikinstrumente mit einer Genauigkeit, die den praktizierenden Musiker verraten. Zeitgenossen schätzten ihn als exzellenten ʿūd-Spieler. Als erstes Musikinstrument erwähnt al-Farabi den šāh-rūd, ein kompliziertes Zupfinstrument mit zwei Saitensystemen und dem außerordentlichen Tonumfang von vier Oktaven. Die Tonskalen leitet er praktisch von der Stimmung der Laute ʿūd her und lehnt in diesem Zusammenhang besonders die Neupythagoreer ab, die nur durch Zahlenberechnung zu ihren Skalen gefunden hätten.
Grundlegend für die Klassifizierung der Instrumente ist für al-Farabi, ob sie „natürliche“ (konsonante) Töne (muttafig) hervorbringen können oder für das Ohr dissonant (mutanāfir) klingen; ferner ob sie für die Musiktheorie geeignet oder praktisch spielbar sind. Letzteres erlaubt keine eindeutige Unterscheidung und „natürlich“ ist die arabische Musik, besonders wenn sie auf dem ʿūd und der Streichlaute rabāb gespielt wird. Seine Systematik umfasst mit abnehmender Wertschätzung die fünf Gruppen: (1) menschliche Stimme, (2) rabāb und Blasinstrumente, (3) gezupfte Saiteninstrumente, (4) Perkussionsinstrumente wie Rahmentrommeln und Kesseltrommeln sowie (5) Tanz. Das Kriterium für die Einteilung bzw. die weitere Unterteilung ist die Länge des Tons. Entsprechend der in Asien weit verbreiteten Auffassung wird die Stimme am höchsten bewertet, weil sich mit ihr Töne von langer Dauer produzieren lassen.
Bei einer feinerer Einteilung verzichtet al-Farabi auf die Perkussionsinstrumente – er erwähnt sie nur kurz im Kitāb fi ’l-īqāʿāt – und sortiert die beiden verbliebenen Gruppen nach der Art der Tonproduktion. Die Chordophone werden gestrichen oder gezupft und weiter unterteilt, ob sie für jeden Ton eine Saite haben (Harfe) oder ob die Saiten durch Verkürzen mehrere Töne produzieren (Laute). Er unterscheidet Blasinstrumente mit und ohne Grifflöcher und solche mit einer, zwei oder drei Spielröhren. Bei den gedoppelten Rohrblattinstrumenten (mizmār, Pl. mazāmīr) gibt es Typen mit verbundenen und mit getrennten Röhren. Die Saiteninstrumente werden nach Zahl der Saiten unterteilt und mit ihrer Stimmung beschrieben. Der wesentliche Unterschied zwischen al-Farabi und den antiken griechischen und römischen Autoren ist seine größere praktische Kenntnis und genauere Beschreibung der Musikinstrumente und die klassifikatorische Unterscheidung zwischen Instrumenten der arabischen und der fremdländischen Musik.
Ibn Sina (um 980–1037) beschreibt in seinem Hauptwerk Kitāb al-Shifā („Buch der Heilung“) ausführlich Musikinstrumente und teilt sie nach Art der Tonerzeugung (gezupft, gestrichen, geblasen, geschlagen) in sieben Gruppen ein:
1. gezupfte Saiteninstrumente mit Bünden (Kurzhalslaute barbaṭ, Langhalslaute ṭanbūr)
2. gezupfte Saiteninstrumente ohne Bünde (šāh-rūd)
3. Harfen (tschang) und Leiern (shilyak)
4. Streichinstrumente (rabāb)
5. Blasinstrumente (Rohrblattinstrumente mizmār, surnay und Dudelsack mizmār al-dscharab)
6. andere Blasinstrumente (urghanūn)
7. Hackbrett (santūr)

An anderer Stelle unterscheidet Ibn Sina wie al-Farabi nach der Zahl der Töne pro Saite und ob mehr als ein Ton zugleich spielbar ist. Der persische Musiker Abd al-Qadir (Ibn Ghaybi, † 1435) aus Maragha im Nordwesten des Iran schrieb in Dschami al-Ahlan („Sammlung von Melodien“) theoretisch und praktisch über Musik und klassifizierte genauer als Ibn Sina 25 Saiteninstrumente, 9 Blas- und 3 Perkussionsinstrumente. Deren weitere Unterteilung nahm er wie al-Farabi nach Tonproduktion und morphologischen Eigenschaften vor. Zu seiner Liste gehören auch einige chinesische Instrumente, ein indisches und eines (urghanūn) europäischer Herkunft. Saiteninstrumente blieben auch später die zahlreichsten, am detailliertesten beschriebenen und beliebtesten Musikinstrumente, während die Trommeln mit Volkstänzen assoziiert wurden und ansonsten nur in den Ritualen (samāʿ) der Sufis zum Einsatz kommen durften. Im Unterschied zu den meisten anderen Autoren im Nahen Osten, die auf die Erwähnung von Perkussionsinstrumenten verzichteten, legte der osmanische Gelehrte Hadschi Khalifa († 1657) seiner Abhandlung über die Geschichte und den Bau von Musikinstrumenten Kashf al-ẓunūn ʿan asāmī al-kutub waʾ-funūn („Erklärung von Vermutungen über die Namen von Büchern und Wissenschaften“) eine dreifache Gliederung zugrunde.
Während Sufis Verteidigungsschriften verfassten, mit denen sie die Verwendung bestimmter Musikinstrumente bei religiösen Ritualen rechtfertigten, verurteilten orthodoxe Muslime deren Gebrauch grundsätzlich. Der schafiitische Imam al-Haythamī (1503–1567) aus Ägypten brüstete sich damit, er habe Musiker bestrafen und ihre Instrumente zerstören lassen. Um die Musikinstrumente in seiner an die Jugend gerichteten Moralschrift einzeln verdammen zu können, kategorisierte er sie in drei Gruppen: (1) maʿāzif, einige Saiteninstrumente, dazu Leiern, (2) mazāmīr, Blasinstrumente: Flöte schabbāba, Doppelklarinette zummāra und (3) awtār, Saiteninstrumente. Als erstes verurteilte er die Schlaginstrumente: die Rahmentrommel duff, weiter die Sanduhrtrommel kūba, Zimbeln und Becken, bis er schließlich bei den Lauteninstrumenten angelangt war.

### China
Zu den grundlegenden Spekulationen der chinesischen Philosophie gehört die allumfassende Harmonie (ho), die mit einer neunstufigen Reihe von Zahlensymbolen kategorisiert wird, um kosmische und kulturelle (makro- und mikrokosmische) Phänomene in Einklang zu bringen. An achter Stelle stehen die Himmelsrichtungen (Winde), die den acht verschiedenen Materialien der Musikinstrumente entsprechen. Die Klassifikation der acht für Musikinstrumente charakteristischen Materialien heißt Acht Klänge (bāyīn). Zu einer früheren Zeit waren die Musikinstrumente in vier Kategorien eingeteilt, wie aus dem Yo Chi (Abhandlung über Ritualmusik und Tanz) hervorgeht, das Ende des 6. Jahrhunderts v. Chr. aus anderen Quellen der Zhou-Dynastie zusammengestellt wurde. Die acht erwähnten Gruppen (von Musikinstrumenten?) Glocken, Trommeln, Pfeifen, Flöten, Klangsteine, Federn, Schilde und Äxte gehörten zu den vier „Klangquellen“ Seide, Fell, Bambus und Stein. Offensichtlich gab es damals die „Acht Klänge“ noch nicht oder beide Materialkategorien waren gleichermaßen beliebt. Die acht Klangkategorien werden einem Material, einer Jahreszeit und einer Himmelsrichtung (einschließlich Windrichtung) zugeordnet, beginnend im Norden und im Uhrzeigersinn fortschreitend. In Klammern folgt jeweils ein Beispiel eines Musikinstruments:
1. Fell (gé) – Winter – Norden (Trommeln)
2. Kalebasse (páo) – Winter/Frühjahr – Nordosten (Mundorgel sheng)
3. Bambus (zhú) – Frühjahr – Osten (Bambusflöten)
4. Holz (mù) – Frühjahr/Sommer – Südosten (Schraptiger)
5. Seide (sī) – Sommer – Süden (Griffbrettzither qin)
6. Ton/Lehm (tǔ) – Sommer/Herbst – Südwesten (Gefäßflöte xun)
7. Metall (jīn) – Herbst – Westen (Glocken)
8. Stein (shí) – Herbst/Winter – Nordwesten (Klangsteine)

Der konzeptionelle Hintergrund für diese Klassifikation sind die Vorstellungen der alles bewegenden Energie Qi und der Klänge, die Vorzeichen und Ausdrucksformen der Naturkräfte darstellen. Es geht also nicht in erster Linie um die Klangqualitäten, die diese acht Materialien besitzen, sondern um die Winde aus den entsprechenden Himmelsrichtungen, die durch einen der Ritualtänze aufkommen, zu denen das jeweilige Instrument gespielt wird. Zur Zeit des mythischen Urkaisers Shun im 23. Jahrhundert v. Chr., als nach allgemeiner Ansicht die Materialkategorien entstanden sein könnten, soll es 800 Musikinstrumente gegeben haben, eine Zahl, die durch Multiplikation von 100 mit der Kategorienzahl zustande gekommen ist.
In der Tang-Dynastie (618–907) wurden neben der Klassifikation der Musikinstrumente weitere für die chinesischen Musikstile und für die Musikensembles entsprechend der sozialen Hierarchie eingeführt. Die bāyīn, die bis dahin einen großen Teil ihrer magischen Bedeutung eingebüßt hatten, erhielten eine andere Reihenfolge, wurden aber ansonsten unverändert beibehalten. Einige Musikinstrumente wie Knochenflöten, Rohrblattinstrumente aus Blättern und Schneckenhörner hatten nie in die strenge Ordnung gepasst und zahlreiche fremde Musikinstrumente waren in den nachchristlichen Jahrhunderten aus Zentralasien importiert worden, so dass es Ma Duanlin (1245–1322) notwendig schien, eine neunte Kategorie namens pa yin chih wai zu eröffnen („was nicht unter die Kategorien eins bis acht fällt“). Jede der neun Kategorien wurde nun dreifach unterteilt, entsprechend dem Einsatz des Instruments in der Ritualmusik, der ausländischen oder der Unterhaltungsmusik. Der Musikgelehrte Zhu Zaiyu (1536–1610) erfand auf der Basis der acht bāyīn-Gruppen zwei geringfügig abweichende Klassifizierungen mit Zwischenteilungen nach Spielweise und musikalischer Verwendung. In einer von beiden wies er den einfachen, zuvor wenig geschätzten Bambusflöten den ersten Rang zu. Dies war nur eine von vielen Änderungen der Reihenfolge, die acht Materialien selbst blieben über die Jahrtausende bis heute dieselben.
Manche zeitgenössische chinesische Musikwissenschaftler haben die in hohem Ansehen stehenden bāyīn in ihren Publikationen abgewandelt verwendet, andere haben sie kritisiert und gänzlich verworfen. Ein struktureller Nachteil des Systems ist, dass zwar bei Trommeln, Saiteninstrumenten und Gongs das kategorisierte Material in Schwingung versetzt wird, nicht jedoch primär bei Bambusflöten und Kalebassenmundorgeln. 1980 entwickelte ein Autorenkollektiv eine neue Klassifikation, in die begrenzt auch westliche Instrumente aufgenommen werden können. Sie besteht in der obersten Hierarchie aus den vier Gruppen:
1. Perkussionsinstrumente, bei denen der Ton durch Schlagen gebildet wird. Enthält 56 Instrumente. Weiter unterteilt in (a) Idiophone und (b) Membranophone.
2. Blasinstrumente, bei denen der Klang durch Luftschwingungen in einem Hohlkörper entsteht. Enthält 42 Instrumente. Unterteilt in (a) Rohrblattinstrumente suona, sheng und (b) ohne Rohrblätter (Flöten)
3. Saiteninstrumente, der Ton entsteht durch gespannte Saiten. 56 Instrumente. Unterteilt in (a) mit Finger oder Plektrum gezupft (pipa, Konzertharfe), (b) Streichinstrumente (erhu und Violine) und (c) geschlagene Saiteninstrumente (Hackbrett yangqin)
4. Tasteninstrumente, das Vorhandensein von Tasten ist ausschlaggebend. 9 Instrumente.

Die heute diskutierten chinesischen Einteilungen sind häufig dreistufig und unterscheiden nach morphologischen Eigenschaften und der Spielweise, selten verwendete Instrumente wie Lithophone (Klangsteine) bleiben gelegentlich unberücksichtigt und westliche Instrumente lassen sich allgemein nur bedingt einsortieren.

### Südasien

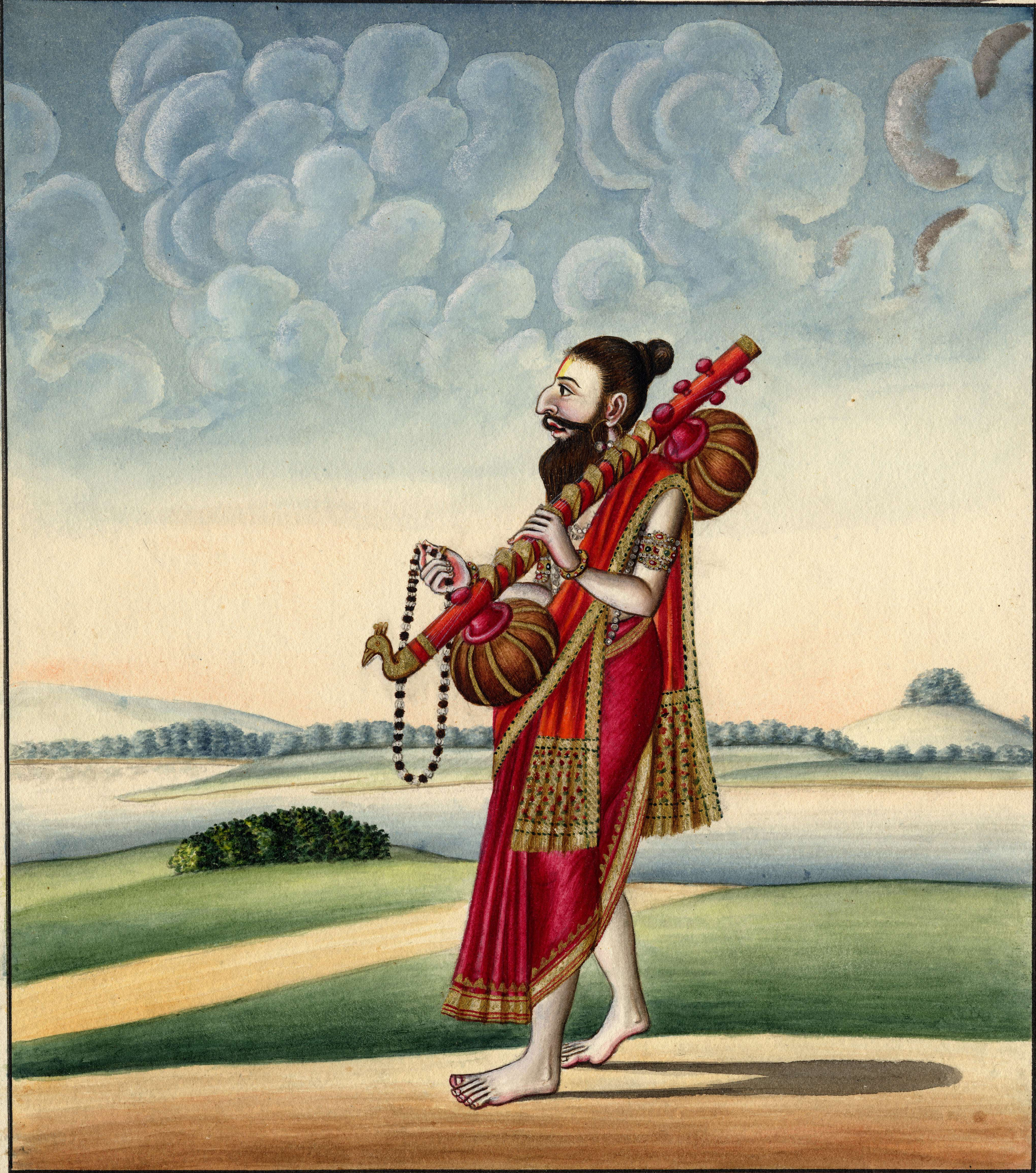
Möglicherweise Narada, der Erfinder der vina. Miniatur vom Anfang des 19. Jahrhunderts

In der indischen Tradition stellen Gesang (Sanskrit gita), Instrumentalmusik (vadita) und Tanz (nrtya) eine als sangita bezeichnete Einheit dar, die göttlichen Ursprungs ist. Die altindische Ritualmusik wurde in streng reglementierter Form zum Wohl der Götter aufgeführt, damit sie vom Kailash, dem Weltenberg und Sitz der Götter, laut widerhallen möge, wie es im 13. Kapitel des Mahabharata heißt. Sie steht mit den himmlischen Musikern, den Gandharvas in Verbindung. Nach diesen mythischen Wesen ist die Sammlung der altindischen Musiklehre mit Gandharva Veda überschrieben. Ihre Grundzüge entstanden in vedischer Zeit und wurden in dem vermutlich zwischen 200 v. Chr. und 200 n. Chr. von Bharata Muni verfassten Werk Natyashastra zusammengefasst. Laut dem Natyashastra spielten Musikgruppen außer bei Opferritualen auch bei großen weltlichen Festen, Prozessionen des Königs, Hochzeiten, der Geburt eines Sohnes und bei Tanzdramen, für die im Freien oder in geschlossenen Räumen Bühnen errichtet wurden.
Im 28. Kapitel (1–2) des Natyashastra ist die älteste Klassifikation indischer Musikinstrumente (vadya, auch atodya) enthalten. Ihre vier Hauptgruppen lauten:
1. tata vadya, gespannt, Saiteninstrumente
2. avanaddha vadya, mit Fell bedeckte Gefäße, Membranophone
3. ghana vadya, „fest“, Idiophone und
4. sushira vadya, „hohl“, Blasinstrumente.

Hier liegt die Grundlage der von Hornbostel und Sachs aufgestellten Systematik. Bereits in den vedischen Schriften aus der ersten Hälfte des 1. Jahrtausends v. Chr. taucht häufig das Wort vina (teilweise auch vana) auf, das offensichtlich als Sammelbegriff für Saiteninstrumente verwendet wurde. Ihr hohes Ansehen brachte sie auf den ersten Platz der Einteilung. Zunächst waren die indischen Saiteninstrumente Bogenharfen (yazh in Südindien), erst um die Mitte des 1. Jahrtausends n. Chr. entstanden die Vorläufer der ebenfalls als vina bezeichneten Stabzithern. Blasinstrumente und Idiophone besitzen nach dem Natyashastra den niedrigsten Status. Die vier Kategorien werden in einen Hauptzweig und einen Nebenzweig für die jeweiligen hauptsächlichen und die begleitenden Instrumente unterteilt. Innerhalb der Saiteninstrumente werden so die neunsaitige, mit einem Plektrum (kona) gespielte Bogenharfe vipanci-vina und die siebensaitige, mit den Fingern gezupfte Bogenharfe citra-vina (chitravina, hiervon ist der Zweitname für die heutige südindische gottuvadyam abgeleitet) von den beiden untergeordneten Typen, der einsaitigen Laute kacchapi und der ebensolchen ghosaka unterschieden, die vermutlich nur Borduntöne beisteuerten und der heutigen ektara ähnlich waren. Zum Hauptzweig der Membranophone gehörten die mridangam, die wie die heutige khol in Bengalen ursprünglich aus Ton (mrd) hergestellt wurde, die hölzerne Fasstrommel dardara und die Sanduhrtrommel panava. Weniger wichtig waren die tieftönenden Trommeln jallari und pataha. Bei den Blasinstrumenten zählte die Bambusquerflöte vamsha (auch venu, heute bansuri) zu den geschätzten Instrumenten im Unterschied zu den Schneckenhörnern. Weitere Unterscheidungen beziehen sich auf die Klangqualität. Die Klassifikation ist klar strukturiert und unterscheidet sich von den weitschweifenden mythischen Erzählungen, die sich um die indischen Musikinstrumente ranken. Es besteht eine Ähnlichkeit zu den präzisen und im Natyashastra wesentlich detaillierter klassifizierten Anweisungen zum Tanz.
Eine andere altindische Klassifikation wird dem halbmythischen Weisen und Musiker Narada (1. Jahrhundert n. Chr.?) zugesprochen, deren drei Gruppen carma („Haut“), tantrika („etwas mit Saiten“) und ghana („fest“) heißen. Kohala, ein Weiser, der wie Bharata, Narada und einige andere als Autorität für Musik und Drama angesehen wird, bezeichnet in der ersten Hälfte des 1. Jahrtausends die vier Kategorien des Natyashastra mit den Begriffen sushira, ghana, carma baddha („mit Membran bedeckt“) und tantri („Saite“). Spätere Autoren haben diese Bezeichnungen erwähnt. Ab dem 11. Jahrhundert tauchten Gelehrte auf, die Kommentare zum Natyashastra oder eigenständige Abhandlungen zur Musik verfassten. Ein weiterer Autor namens Narada entwickelte in seinem Werk Sangitamakaranda im 10.–12. Jahrhundert eine Systematik mit fünf Gruppen. Nach einer anfänglichen Unterscheidung zwischen geistigen und weltlichen Klängen nennt er für letztere
1. nakha („Fingernägel“), mit den Fingern gezupfte Instrumente, Beispiel vina,
2. vayu („Wind“), Blasinstrumente wie die Bambusflöte vamsha,
3. carma, mit einer Haut bespannte Instrumente wie mridangam,
4. loha, metallene Schlaginstrumente wie tala und
5. sarira, „menschliche Instrumente“ mit Gesang und Klatschen.[89]

Die ersten vier Gruppen weichen bei genauer Betrachtung etwas von der bekannten Klassifikation ab, denn ihre Einteilung erfolgt nach dem Ort, an dem der Klang entsteht. Ansonsten erweitert Narada die Untergliederung in Haupt- und Nebeninstrumente zu: (a) Der Begleitmusiker wiederholt den Gesangspart. (b) Der Begleitmusiker hält sich im Wesentlichen an die vorgegebene melodische und rhythmische Struktur, führt sie jedoch weiter aus und improvisiert in den Pausen. (c) Saiteninstrument und Trommel spielen eigenständig antiphon zum Sänger.
Zum bisher erwähnten Sanskritschrifttum kommt die südindische Tradition der auf Tamil verfassten Literatur, deren erste Blütezeit in die Sangam-Ära ungefähr des 2. bis 6. Jahrhunderts fällt. Aus dieser Zeit stammt die älteste erhaltene Tamil-Klassifikation für Musikinstrumente (karuvi, auch „Werkzeug“), die aus fünf Kategorien besteht und der Einteilung von Narada aus dem 10.–12. Jahrhundert ähnelt:
1. tolekaruvi, auch torkaruvi (tole, „Fellhaut“), Trommeln
2. tulaikkaruvi (tulai, „hohl“ oder „Höhle“), Blasinstrumente
3. narampukkaruvi (narampu, „Tiersehne“), Saiteninstrumente
4. mitattrukaruvi, Gesangsstimme
5. kancakkaruvi (kancam, „Metall“), Zimbeln, Paarbecken.[91]

In der ersten Hälfte des 13. Jahrhunderts verfasste Sarngadeva das Sangitaratnakara („Das Meer der Musik“), ein durch mehrere Manuskripte erhaltenes und häufig zitiertes Werk. Darin wird die gesamte Theorie der indischen Musik und des Tanzes seit der altindischen Zeit dargestellt. Die vier Gruppen lauten hier gemäß ihrer musikalischen Aufgabe: (1) suskam, Solo gespielte Instrumente, (2) gitanugam, Instrumente zur Gesangsbegleitung, (3) nrittangam, Instrumente zur Tanzbegleitung und (4) dvayanugam, Instrumente begleiten Gesang und Tanz.
Die indische Musiktheorie wurde innerhalb des hinduistischen Schrifttums tradiert. Stilunterschiede zwischen Norden und Süden gab es offensichtlich bis ins 13. Jahrhundert nicht, sie traten erst ab der Mitte des 16. Jahrhunderts deutlich hervor. Als im 14. Jahrhundert, zur Zeit des persischen Dichters und Musikwissenschaftlers Amir Chosrau, der Einfluss von muslimischen Musikern in Nordindien zunahm, begannen sich neue Musikstile und Musikinstrumente zu entwickeln – sitar und tabla sollen um diese Zeit eingeführt worden sein, die Grundlagen der Musiktheorie und die Einteilung der Instrumente wurden jedoch beibehalten.
Parallel zur hinduistischen entwickelte sich ab dem 6. Jahrhundert v. Chr. eine eigenständige buddhistische religiöse und kulturelle Tradition, die seit dem Niedergang des Buddhismus in Indien, der gegen Ende des 1. Jahrtausends begann, innerhalb Südasiens vor allem in Sri Lanka gepflegt wird. Die altindische buddhistische Klassifikation der Instrumente, die heute noch in Sri Lanka bekannt ist, heißt pancaturyanada („Klänge der fünf Gruppen von Instrumenten“). Die frühen singhalesischen Abhandlungen, die sich auch mit Musik befassen, kategorisieren die Musikinstrumente auf ähnliche Weise wie in den Sanskrittexten. Der Unterschied ist nur, dass davon kaum die Rede ist, denn in der auf Sri Lanka praktizierten Lehrtradition des Theravada gelten die meisten musikalischen Formen als schädlich.
Indische Musikwissenschaftler versuchen in ihren Arbeiten zumeist die Traditionslinie zum Natyashastra aufrechtzuerhalten. K. S. Kothari veröffentlichte 1968 eine beschreibende Liste von 300 indischen Volksmusikinstrumenten, die er nach den bekannten vier Kategorien einteilte und nach der Spielweise weitere Untergruppen bildete, für die er sich die Systematiken von Galpin und Hornbostel-Sachs zum Vorbild nahm. Der Anhang enthält eine Aufzählung von etwa 700 indischen Musikinstrumenten, wobei das Werk nicht beansprucht, vollständig zu sein.
Einen ähnlichen Ansatz verfolgt Gobind Singh Mansukhani 1982, der in seinem Werk die klassische indische Musik mit dem religiösen Dhadi-Gesang der Sikhs vergleicht, wenn er nach Melodieinstrumenten (suara vad) und Rhythmusinstrumenten (tal vad) gliedert. Die vier Hauptgruppen unterteilt er nach der Spielweise, bei den Saiteninstrumenten beispielsweise in gezupft oder gestrichen und weiter: mit den Fingern oder dem Plektrum gezupft.
Die umfangreichste Klassifizierung indischer Musikinstrumente konzipierte B. C. Deva 1980. Er nimmt alle historischen indischen Instrumente und Volksmusikinstrumente auf, schließt jedoch die nur in der westlichen Musik gespielten Instrumente (Klavier) aus. Die Einteilung erfolgt hauptsächlich nach der Klangerzeugung, wird dennoch nicht streng logisch, sondern nach der praktischen Anwendbarkeit durchgeführt. Die Zupftrommel ektara zählt er zu den Saiteninstrumenten, obwohl sie genauso gut zu den Membranophonen gehören könnte. Mit der Gliederung nach dem Dezimalsystem von Dewey ergibt sich eine funktionelle Mischung aus indischen und westlichen Taxonomien.

## Regionale Klassifizierungen

### Kerala
Im südindischen Bundesstaat Kerala werden die klassischen Musikstile (karnatische Musik) von der religiösen Musik unterschieden, die in großen Tempeln (malayalam kshetram) oder vor Dorfschreinen (kavu) zur Begleitung von Ritualen oder zur Unterhaltung der Gläubigen bei Tempelfesten gespielt wird. Die religiöse Musik umfasst Gesangsstile (sopanam sangeetam) und instrumentale Tempelmusik (kshetram vadyam). Alle im Tempel gespielten Musikinstrumente werden mit einer Ausnahme perkussiv eingesetzt und dementsprechend nach ihrer Verwendung im Ensemble als tala vadyam („Rhythmusinstrument“) klassifiziert. Zu den Rhythmusinstrumenten gehören neben den Trommeln chenda, timila, idakka, madhalam und maram die kleinen Paarbecken elathalam und den kleinen Flachgong chengila sowie die gebogene Naturtrompete kombu. Die Melodien spielende Ausnahme ist das einzige weitere Blasinstrument, die kurze Kegeloboe kuzhal. Saiteninstrumente kommen im Tempel nicht vor, lediglich der Musikbogen villadi vadyam wird gelegentlich im Musikstil thayampaka zur rhythmischen Begleitung der zweifelligen Zylindertrommel chenda eingesetzt. Der Musikbogen gilt als Rhythmusinstrument, aber nicht als kshetram-Instrument.
Eine weitere Unterscheidung erfolgt nach der Art des Tempelrituals. Musikinstrumente, die für die Rituale vor den höheren Göttern (devas) im Innern des Tempels verwendet werden, heißen devavadyam. Hierzu gehören die Trommeln timila, idakka, maram, das Schneckenhorn (shankh) und den Flachgong chengila. Die Trommel chenda wird je nach Spielweise unterschiedlich bewertet. Nur auf der tiefer klingenden Seite geschlagen heißt sie valantala chenda und zählt zu den devavadyam, auf der höher klingenden Seite geschlagen heißt dieselbe Trommel itantala chenda und zählt zu den asuravadyam, also den Musikinstrumenten, die zu Ehren der niederen Gottheiten (asuras) eingesetzt werden. Zu letzteren gehören außerdem die Trommel madhalam, das Paarbecken elathalam sowie die Blasinstrumente kombu und kuzhal.

### Tibet

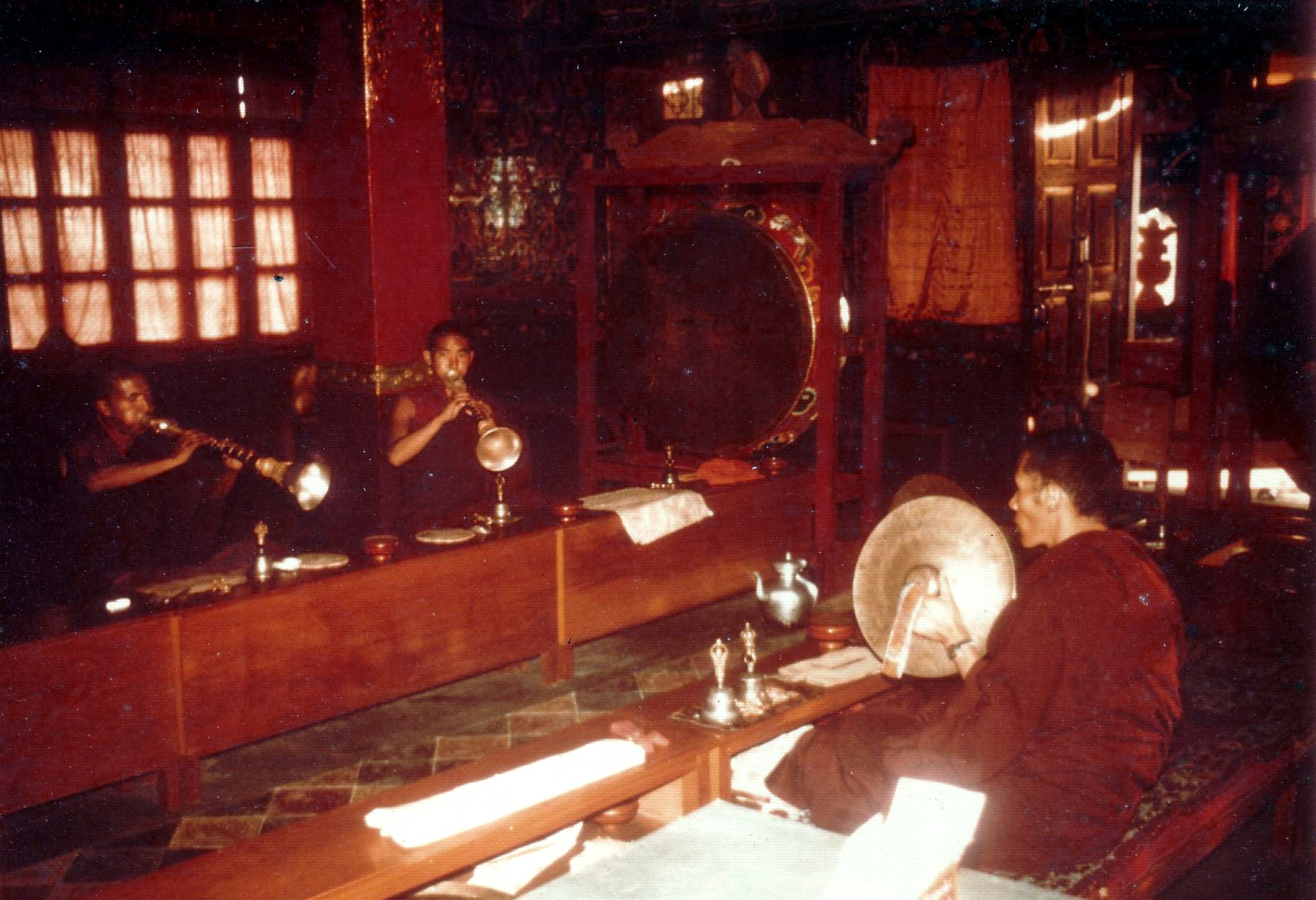
Das Doppelrohrblattinstrument gya-gling wird wie alle Blasinstrumente paarweise gespielt. Rechts das große gebuckelte Becken rol-mo, in der Mitte die Doppelfelltrommel nga in einem Holzrahmen. Auf dem Tisch zwei Stielhandglocken dril-bu. Tibetische Mönche beim Stupa von Bodnath im Nepal

Die tibetische Kultmusik in den Klöstern ist ein unverzichtbarer Bestandteil der Rituale und unterliegt strengen Durchführungsregeln, um den Ansprüchen als ein Opfer an die tibetischen Gottheiten (Buddhas, Bodhisattvas, tantrischen Wesen (yidam) und Wächterfiguren) zu genügen. Ihre tägliche Ausübung steht im Gegensatz zur Theravada-Lehre von Sri Lanka und dem südostasiatischen Festland, die Musik bei den Ritualen weitgehend ablehnt. Der buddhistische Gelehrte Sakya Pandita (1182–1251) schrieb die umfangreichste mittelalterliche Abhandlung über das theoretische Konzept der tibetischen Musik. Das Lehrbuch mit dem Titel rol-mo'i bstan-bcos umfasst rund 400 Verse, in denen in drei Kapiteln Textrezitationen, Kompositionsprinzipien und die Aufführungspraxis der Gesänge und klösterlichen Rituale dargestellt werden. Mönche lernen die Rezitationsformeln und Ritualpraktiken aus den Liederbüchern (dbyangs-yig) und den Handbüchern mit den Ordensregeln in der jeweiligen Lehrtradition.
Rol-mo byed pa heißt auf Tibetisch „musizieren“, das Wort rol-mo bezeichnet den „Klang der Musik“ und im engeren Sinn waagrecht geschlagene Paarbecken. Hierin zeigt sich die Vorrangstellung der Schlaginstrumente (brdung-ba) und besonders der Becken: neben den rol-mo die senkrecht geschlagenen silnyen. Am anderen Ende der Werteskala stehen die Saiteninstrumente, die zwar als Opfergaben in das Kloster gebracht werden, aber dort nicht gespielt werden dürfen. Die vier klassischen Kategorien der tibetischen Musikinstrumente sind aus Quellen seit dem 12. Jahrhundert bekannt. Weitere Untergliederungen ergeben sich aus der Interpretation der vorhandenen Texte:
1. brdung-ba, „geschlagene Instrumente“, unterteilt in (a) Paarbecken (rol-mo, silnyen), (b) Trommeln nga, meist zweifellige Rahmentrommeln mit Stiel (chos-nga) und ohne Stiel, und (c) Bronzegongs mkhar nga
2. bud-pa, „geblasene Instrumente“: (a) Naturtrompeten dung mit Unterteilung nach Form und Material unter anderem in Langtrompete dung chen und Schneckenhorn dung kar sowie (b) Doppelrohrblattinstrument rgya-gling
3. khrol-ba, „geschwungene Instrumente“: (a) Sanduhrtrommel damaru, (b) Stielhandglocke drilbu und (c) mit der Öffnung nach oben gehaltene Glocke gshang
4. rgyud-can, „besaitet“ oder rgyud-rkyen, „Ursache und Wirkung“, Saiteninstrumente (Röhrenfiedel pi wang, Langhalslaute dran-nye)

Die Membranophone und Idiophone der ungewöhnlichen dritte Kategorie khrol-ba sind zusammen einsortiert, weil sie Schlagsteine besitzen, die bei schnellen Kreisbewegungen aktiviert werden. Sie sind zwar musikalisch wenig ergiebig, spielen jedoch im Ritual die zentrale Rolle. Auch das Kriterium für die erste Kategorie ist die Anschlagtechnik. Eine andere Unterteilung wird entsprechend den magischen Eigenschaften der Instrumente und ihre Verwendung in Ritualen für bösartige oder für friedliche Gottheiten praktiziert.
Im alten Bön-Glauben genießen Trommeln die höchste Wertschätzung aller Musikinstrumente und stehen in einem Zusammenhang mit der kosmogonischen Ordnung. Die nur in den Bön-Ritualen verwendete Schamanentrommel Bon po’i rNga ist einfellig und besitzt keinen Stiel.

### Java
Javanische Musik und javanische Musikinstrumente sind zwar umschreibbare Begriffe, dennoch beziehen sich viele musikalische Ausdrucksformen nur auf eine einzelne Region oder gehören zur höfischen Tradition einer bestimmten Stadt. Bis Mitte des 19. Jahrhunderts wurden Praxis und Theorie der javanischen Musik ausschließlich mündlich weitergegeben, danach ermunterte die niederländische Kolonialverwaltung mit entsprechenden Bildungsangeboten, die theoretischen Grundlagen des Gamelan schriftlich festzuhalten. Zu den Instrumenten des Gamelan gibt es Klassifikationen aus der mündlichen Überlieferung und von javanischen Musikwissenschaftler, die auf der Tradition beruhende oder eigene Einteilungen abgefasst haben.

#### Mündliche Tradition
Das für Musikinstrumente allgemein verwendete javanische Wort ditabuh bedeutet ursprünglich „geschlagen“ und verweist auf die überragende Bedeutung, die den Schlaginstrumenten im Orchester zukommt. Nach der Schlag- bzw. Spielweise werden in einer mündlich überlieferten Einteilung, die für alle javanischen Musikinstrumente gilt unterschieden:
1. dijagur, mit einem weichen Schlägel geschlagen (großer hängender gong ageng, kleiner hängender Gong kempul)
2. dithuthuk, mit einem harten Schlägel geschlagen (Gongkreis bonang, Metallophone saron, gendèr, gambang)
3. dikebuk, mit den Händen geschlagen (zweifellige Röhrentrommel kendang)
4. dipethik, gezupfte Instrumente (Kastenzithern kacapi, siter, celempung),
5. disendal, gezogene Instrumente (Maultrommel rinding, genggong)
6. dikosok, gestrichene Instrumente (Stachelfiedel rebab)
7. disebul, geblasene Instrumente (Bambusflöte suling, Doppelrohrblattinstrument selompret)
8. dikocok, geschüttelte Instrumente (angklung)

Das hauptsächliche Unterscheidungskriterium Spielweise wird bei einigen Instrumenten durch „weiblich“ (größer) und „männlich“ (kleiner, höher klingend) ergänzt. Weiter können die Instrumente nach ihrer Stimmung eingeteilt werden, ob mit ihnen die fünftönige Tonleiter slendro oder die siebentönige pélog gespielt wird. In der mündlichen Überlieferung ist außerdem die Herkunft und der gesellschaftliche Bezug der Instrumente von Bedeutung. Im Einzelnen werden streng getrennt:
1. Das Musikinstrument stammt aus der vormuslimischen Zeit der hinduistischen oder buddhistischen Reiche, deren Kultur von Indien beeinflusst wurde.
2. Das Instrument kam mit den muslimischen Einwanderern aus Persien oder Arabien ab dem 15. Jahrhundert. Hierzu zählen die beiden Formen der Zupflaute gambus und die Rahmentrommel rebana.
3. Im 16. Jahrhundert brachten die Portugiesen die Violine (biola), eine der Ukulele ähnliche Laute (kroncong), Gitarre, Cello. Hinzu kommen im 18. und 19. Jahrhundert von Niederländern eingeführte europäische Blasinstrumente, deren Spieltradition im Tanjidor erhalten blieb.
4. E-Gitarre und andere Instrumente der westlichen Popkultur.

Die Orchester des klassischen Gamelan werden durch ihr besonderes Instrumentarium und ihre Spielweise charakterisiert und heben sich noch deutlicher von den übrigen Musikstilen ab. Lediglich dörfliche Gamelans können neben ihren Schlaginstrumenten anstelle der rebab als Hauptmelodieinstrument auch die Oboe slompret und andere Instrumente von geringer Wertschätzung führen.

#### Klassifikationen des 20. Jahrhunderts
Eine wie in Indien und China überlieferte dominante Klassifikation gibt es in Indonesien nicht. In den 1950er Jahren wurde am Musikkonservatorium von Surakarta (Konservatori Karawitan Indonesia) eine Klassifikation nach den Materialien unterrichtet, deren Herkunft unklar ist und die sich an den chinesischen bāyīn orientiert. Bronze und Eisen besaßen im alten javanischen Glauben eine magische Bedeutung:
1. ricikan prunggu, „Bronzeinstrument“ oder ricikan wesi, „Eiseninstrument“, also Gongs und Metallophone
2. ricikan kulit, „Lederinstrument“, ein- oder zweifellige Trommeln (kendang, bedug)
3. ricikan kayu, „Holzinstrument“ mit hölzernen Klangkörpern, Xylophon (gambang)
4. ricikan kawat, „Drahtinstrument“ oder ricikan tali, „Saiteninstrument“ (rebab, celempung, siter)
5. ricikan bambu pring, „Bambusinstrument“, mit Bambusröhren (angklung, Flöte suling)

Jaap Kunst, der für Indonesien in der ersten Hälfte des 20. Jahrhunderts bedeutendste Musikethnologe, gliederte 1934 die Instrumente des Gamelan nach ihrer Funktion im Orchester in fünf Gruppen:
1. balunganing gendhing, „Gerüst eines Stücks“, der Cantus firmus, der von Metallophonen gespielt wird
2. dhongdhing gendhing, strukturierende Instrumente, Kunst nannte sie „kolotomisch“, hierzu: hängende Gongs, Fasstrommel kendang, Bronzebecken
3. Instrumente, die eine relativ freie Melodie spielen, wohl rebab, suling
4. agogische Instrumente wie die Trommeln kendang und ketipung, die Tempo und Tempowechsel vorgeben.

Der für das westliche Hörverständnis nützlichen Einteilung setzte der javanische Musiker und Musiktheoretiker R. L. Martopangrawit (1914–1986) in den 1970er Jahren eine eigene, auf der Funktion der Instrumente beruhende Klassifizierung entgegen, die er seinen Studenten in Surakarta unterrichtete. Er unterscheidet zunächst die Kategorie (1) irama (Schlagdichte, Geschwindigkeit) von (2) lagu (Melodie). Zu irama gehören Musikinstrumente, die für die Zwischentöne und Unterteilungen der melodischen Linien sorgen. Führend hierbei ist die Fasstrommel kendang, danach folgen diverse Gongspiele. Zur Gruppe lagu zählt er führend die Fiedel rebab, danach Metallophone (gendèr, gambang und saron) und die Buckelgongreihe bonang. Celempung und suling unterstützen die Hauptmelodie.

### Sumatra

#### Aceh
Ähnlich wie in Java existiert in der Provinz Aceh an der Nordspitze Sumatras eine mündliche Tradition, wonach die Musikinstrumente (acehnesisch alat meuseb) der (1) vorislamischen Ahnenverehrung und Zeit der animistischen und hinduistischen Glaubensvorstellungen (yoh gohlom Islam), (2) islamischen Zeit (masa Islam) und (3) westlichen modernen Welt (meukaphe, von arabisch kāfir, „Ungläubige“) zuzuordnen sind. Für die gläubigen Muslime in Aceh gelten die Instrumente der ersten Gruppe, etwa die zweifellige Fasstrommel geundrang, als unmoralisch und verwerflich. Die geundrang darf höchstens gespielt werden, wenn sie wie die muslimische Rahmentrommel rapa’i zur Begleitung religiöser Gesänge dient. Nach der von Margaret Kartomi aufgestellten Klassifikation werden die Instrumente der vorislamischen Gruppe (1) aufgeteilt in:
1. peh („schlagen“), Holz- oder Bambusxylophon canang trieng, canang ceurekeh, hölzerner Reisstampfer alèe tunjang, Sanduhrtrommel geudumba, zweifellige Trommel geundrang
2. yub („blasen“), Doppelrohrblattinstrument seurunè kalèe, Bambusflöte suléng, Kerbflöte bangsi (von bansi), Büffelhorn beuréugu
3. pet („zupfen“), Maultrommel genggong, idiochorde Röhrenzither kecapi oloh
4. geusok („streichen“), Fiedel biola Aceh, dreisaitige Stachelgeige hareubab.

Innerhalb der islamischen Gruppe (2) werden unterschiedlich große Rahmentrommeln (rapa’i) unterschieden, die in der Ritualmusik zur Gesangsbegleitung gespielt werden. Zur europäischen Gruppe (3) gehören unter anderem Schlagzeugset (dramkit), Saxophon und E-Gitarre.

#### Mandailing
Die Mandailing sind eine zu den Batak gehörende Volksgruppe in Sumatra, die im Süden des Verbreitungsgebiets in Nachbarschaft zu den Minangkabau lebt. Eine sprachlich genaue Einteilung der Musikinstrumente ist von untergeordneter Bedeutung. Die sarunei kann ein oder zwei Rohrblätter haben, zur Abgrenzung des Einfachrohrblattinstruments lautet der Zusatz lediglich sarunei na met-met („kleine Sarune“) oder sarunei buluh („Bambus-Sarune“) und dies, obwohl jede der fünf Batakgruppen sarunei genannte Blasinstrumente besitzt, die sich beträchtlich voneinander unterscheiden. Wesentlicher ist eine kulturelle Unterscheidung nach dem Muster von Aceh in (1) pele begu, Instrumente aus der vorislamischen Zeit, auch als asli („einheimisch“) bezeichnet, (2) islamische Zeit, die Anfang des 19. Jahrhunderts begann, und (3) die christliche sowie die heutige säkulare Kultur.
Orchesterinstrumente stellen im Zusammenhang mit den pele begu genannten, alten religiös-kulturellen Vorstellungen keine eigenständigen Objekte dar, über die gesprochen würde. Sie werden lediglich als Teil des traditionellen Orchesters gondang aufgefasst, auf dessen ausreichende Besetzung geachtet wird, wenn es bei Familienfeiern auftritt. Nach der Zahl der Instrumente unterscheiden die Mandailing drei Orchesterbesetzungen. Im gordang sambilan spielt ein Satz mit neun (sambilan) zweifelligen Trommeln (gordang), im kleineren gordang lima sind es fünf (lima) Trommeln und im gondang dua nur zwei Trommeln. Hinzu kommen jeweils zwei hängende Buckelgongs (ogung), ein weiterer Satz mit zwei oder mehr, in den Händen gehaltenen Buckelgongs, eine sarunei, Zimbeln und gelegentlich eine männliche Gesangsstimme. Die beiden größten Trommeln werden in „männlich“ und „weiblich“ unterschieden, eine einzelne Trommel heißt enek-enek („klein“ oder „Kind“). Die Namen der übrigen Trommeln stehen für den Zeitpunkt ihres musikalischen Einsatzes („Anfang“, „an zweiter Stelle“ …). Die Kategorisierungen der Trommeln sind Symbole für kosmologische Vorstellungen und für die gesellschaftliche Organisation. Das vollständige gondang sembilan entspricht den neun Clans, die seit alter Zeit hier siedeln. Vergleichbare symbolische Beziehungen beinhalten die Bauformen und Schmuckmotive des traditionellen Ritualhauses (sopo gondang), ein Pavillon mit Giebeldach, unter dem die Musikaufführungen stattfinden.

#### Minangkabau

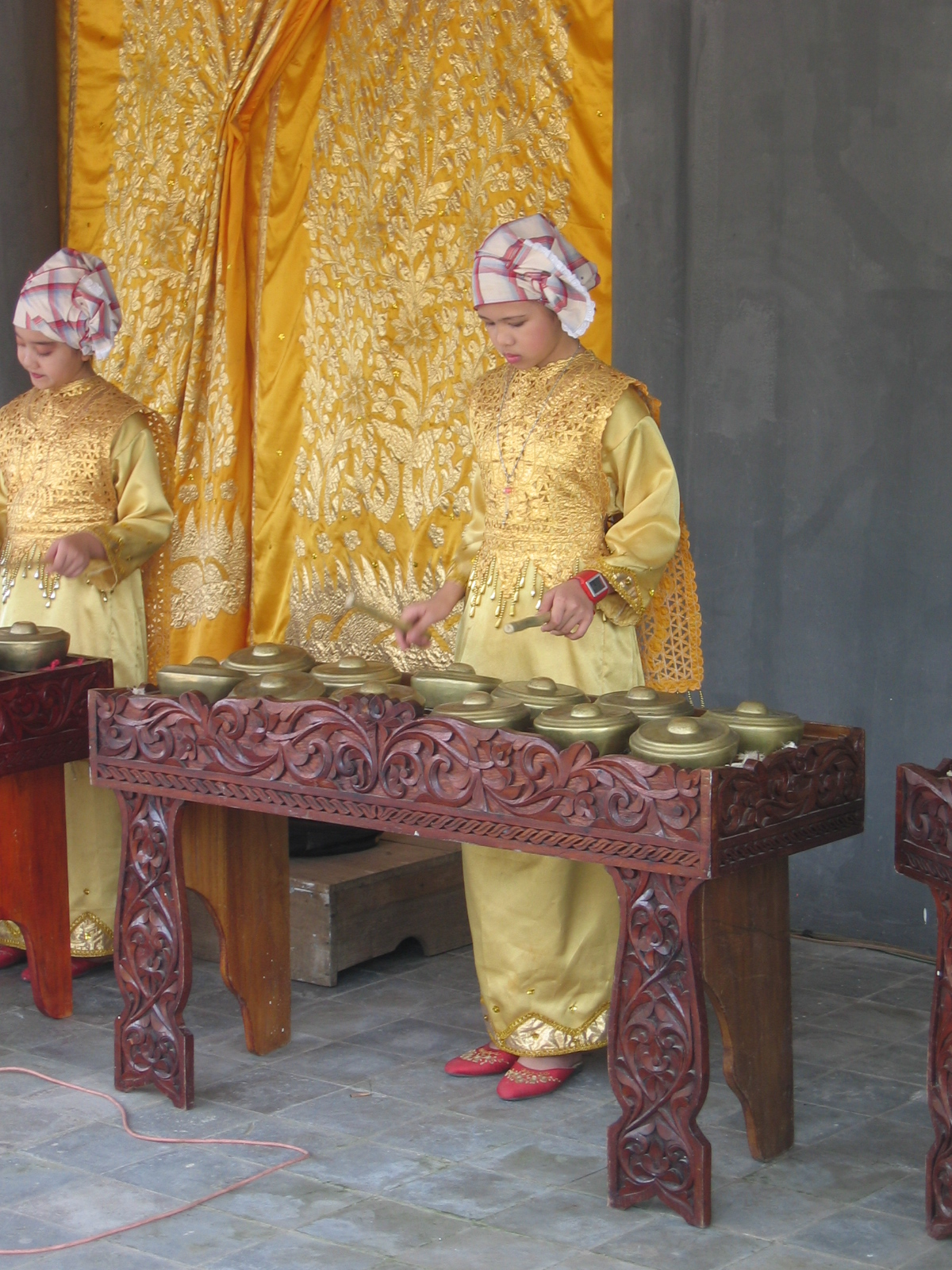
Talempong, Reihe Buckelgongs der Minangkabau

Die wie die Acehnesen und Mandailing praktisch vollständig islamisierten Minangkabau unterscheiden bei Musikinstrumenten (bunyi-bunyan „klingende Dinge“) zwischen solchen, die (1) bei jahreszeitlichen Riten, die aus vorislamischer Zeit stammen, verwendet werden (Minangkabau asli, „eigene Herkunft“), den (2) in der muslimischen Musik gespielten Instrumenten (asal Arab, „von arabischer Herkunft“) und (3) den „aus dem Westen stammenden“ (asal Barat) Instrumenten. Margaret Kartomi (1990) ordnet nach sozial-kulturellen Kriterien die einzelnen Musikinstrumente in die Untergruppen der autochthonen Musik (1):
1. nan dipuka, „geschlagen“, Reihe Buckelgongs: talempong, celempong, canang, mongmong, Xylophon talempong kayu, Paar schwarze hängende Gongs aguang („edel“), Satz mit drei Trommeln: gandang tigo und weitere zweifellige Trommeln gandang, Rahmentrommel adok
2. nan dipupuik, „geblasen“, Bambusflöten: saluang, bansi, sampelong, Rohrblattinstrumente: sarune, sadam, Büffelhorn pupuik sarunai, Horn aus Blättern pupuik batang padi
3. nan dipatiek, „gezupft“, Laute kucapi (entspricht hasapi)
4. nan ditariek, „gezogen“, Maultrommel genggong, Röhrenzither kucapi bambu
5. nan digesek, „gestrichen“, Fiedel rabab, mit drei Saiten rabab pariaman, mit zwei Saiten rabab darek
6. nan dipusiang, „geschwungen“, Schwirrgerät gasiang.

Die Gruppe der muslimischen Instrumente (2) setzt sich aus mehreren Trommeln zusammen: die große Moscheetrommel tabuah, die Rahmentrommel rabano, die kleine Rahmentrommel rapai (auch indang), der Bronzeteller salawek dulang aus dem Jemen, die zweifellige Fasstrommel dhol aus Indien und die flache Kesseltrommel tasa aus Indien. Das einzige Melodieinstrument dieser Gruppe ist die Laute gambus. Zu den asal Barat-Instrumenten (3) zählen Saxophon, Violine (biola), die wie eine Stachelfiedel gespielte Violine (rabab pasisir), Gitarre, Ukulele und andere. Die Bronzegongs der asli-Ensembles werden geschätzt, weil sie materielle Werte darstellen, die in der matrilinearen Gesellschaftsordnung der Minangkabau zusammen mit Ackerland zum Besitz der Frauen gehören. Rahmentrommeln und gambus begleiten die strophische Erzähltradition des pantun.
Eine in Indonesien weit verbreitete Klassifizierung der Musikinstrumente (indonesisch alat musik), die auch bei den Minangkabau bekannt ist, unternimmt eine Dreifachgliederung in (1) alat musik gesek, „reiben“, Saiteninstrumente, (2) alat musik tiup, „blasen“, Blasinstrumente und (3) alat musik pukul „schlagen“ (auch perkusi), Schlaginstrumente.

### Afrika

#### Yakuba
Die für Westafrika charakteristischen Klassifizierungen von Musikinstrumenten sind in ein mythologisches Konzept vom Ursprung der Kultur eingebunden, wonach die meisten Instrumente ursprünglich im Besitz höherer Wesen, Ahnengeister oder Tierhelden waren, bevor sie den Menschen zur Verwendung gegeben wurden. Der Musiker sieht sein Instrument als personifiziertes Wesen, das nach wie vor seine mythische Herkunft in sich birgt. Zur Herkunftsgeschichte gehört die Unterscheidung, ob das Instrument als Geschenk, durch eine Gegengabe, einen Vertrag, durch Diebstahl oder Betrug zu den Menschen kam. Bei den Yakuba (Dan) gab einmal eine Spinne (bei den Akan die Spinne Anansi) dem Wächter eines heiligen Hauses die erste Holztrommel, die sie selbst zuvor von einer Schabe erhalten hatte. Der Wächter fertigte eine Kopie davon und wurde so zum ersten menschlichen Trommelspieler. Ein anderer Mensch erhielt im Traum von einem Schwein die Anweisung, wie er eine bestimmte Handglocke herstellen sollte. Ein Jäger raubte einst (gewaltsam) von einem Geist einen Musikbogen, um nach diesem Modell einen eigenen Bogen anzufertigen. In jedem Fall gelangt das Musikinstrument von seinem mythischen Eigentümer auf einem bestimmten Übertragungsweg bis zu einem Menschen, der daraufhin das erste menschengemachte Exemplar anfertigt. Daneben gibt es bei den Yakuba auch Instrumente, die von einem Menschen, etwa einem kleinen Jungen, erfunden wurden.

#### Kpelle

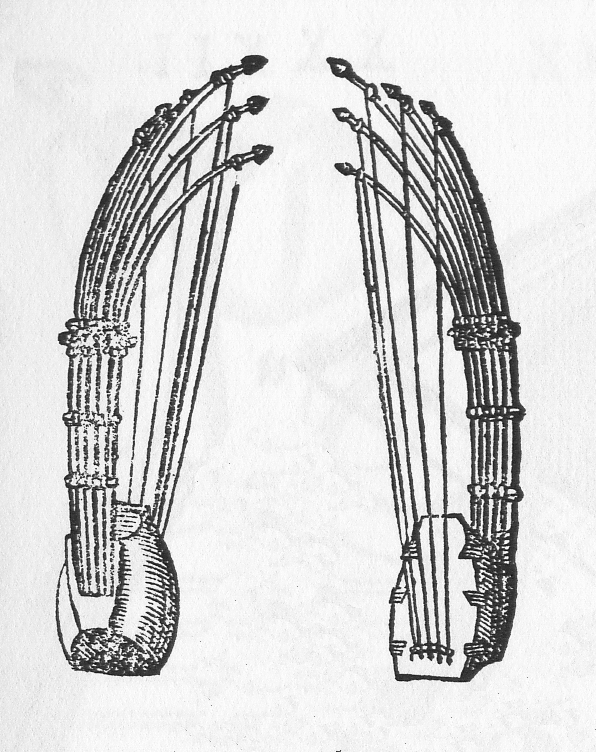
Pluriarc, ein afrikanisches Musikinstrument, erstmals im Syntagma musicum von Michael Praetorius 1619 abgebildet und als „indisch“ beschrieben.

Eine ähnliche Personifizierung der Musikinstrumente findet bei den Kpelle von Liberia statt. Dort ist das Musikinstrument zwar ein materieller Gegenstand, besitzt aber wie alle Menschen, Säugetiere und Vögel eine Stimme. Diese Doppelrolle kommt in der Sprache zum Ausdruck: Das allgemeine Kpelle-Wort für den Ton eines Musikinstruments ist tín, ebenfalls üblich ist wóo („Stimme“). Bei der Bechertrommel fèli der Kpelle – die von einem Jäger erfunden wurde, nachdem er gesehen hatte, wie ein Affe gegen seine Brust trommelte – heißen die einzelnen Bestandteile nach menschlichen Körperteilen. Manche Spieler des Lamellophons gbèlee benennen die einzelnen Lamellen mit „Mutter“, „Kind“ und weiteren Verwandtschaftsbezeichnungen, dies gilt auch für die einzelnen Saiten des Pluriarc gbegbetêle (mehrsaitiger Musikbogen) und der Rahmenzither koning.
Die Kpelle teilen die Musikinstrumente nach der Spielweise in zwei Gruppen und nach morphologischen Kriterien in Untergruppen:
1. yále, geschlagene Instrumente, was gezupfte einschließt: (a) Lamellophon gbèlee, (b) dreieckige Rahmenharfe konîn mit neun Saiten, Pluriarc gbegbetêle, Musikbogen kòn-kpàla, (c) Bechertrommel fèli, drei miteinander verbundene Bechertrommeln bala, Sanduhrtrommel danîn, zweifellige Trommel gbùn-gbùn, Paartrommel gbólo, (d) Schlitztrommel aus Bambus oder Holz kóno, große Schlitztrommel kélen, Eisenhandglocke kone, (e) Kalebassenrassel kêe, Metallrassel nyén-nyén und
2. fèe, geblasene Instrumente: hölzernes Horn túru, Flöte boo.[113]

#### Igbo
Die Igbo in Nigeria ziehen bei der Klassifikation der Instrumente zunächst deren Bauform und Spielweise, sodann die musikalische Funktion in Betracht. Letztere wird aufgeteilt in eine rhythmische, melodische und rhythmisch-melodische Funktion. Die fünf Kategorien sind nach der Spielweise eingeteilt (mit Beispielen in Igbo):
1. iyọ, schütteln, klappern oder zusammenschlagen: (a) Rasseln: am Fußgelenk getragene kleine Gefäßrasseln ekpili, ide oder ọsha, an Trommeln befestigte Glöckchen swaoro bata, (b) Schüttelrohre: uhrglasförmig aus Holz ekput, uyara oder kpọkọkpọk, aus Korbgeflecht nyo, aus einer Kalebasse ishaka, (c) Klappern: aus Holz oder Schildkrötenpanzer
2. iku, mit einem Schlägel auf eine harte Oberfläche schlagen: (a) Handglocken aus Metall, kleine ogene, große alo oder ugbom, Doppelglocke agogo (entspricht gankogui), (b) kleine Schlitztrommeln ekwe, ọkwa, ekere, große ufie (uhie), ikolo (ikoro), (c) Xylophone ndedegwu, ngelenge, ikwembo
3. iti, mit der Hand oder einem Schlägel auf eine Membran schlagen: (a) allgemein ein- und zweifellige Trommeln igba und nkwa, (b) Tontopftrommel udu, auch Wassertrommeln, (c) Xylophon ndedegwu
4. ikbo, eine Saite zupfen, alle Saiteninstrumente: (a) Floßzither ubo, (b) Musikbogen une, (c) Lauteninstrument ubọ-akwara (entspricht goge), (d) Lamellophon ubọ-aka
5. ifu, blasen, alle Blasinstrumente: (a) Trompeten aus Elefantenstoßzähnen ọdu-enyi, (b) Trompeten aus Tierhörnern opi, akpele, (c) Flöten aus Holz oder Rohr oja, odike, (d) lange Metalltrompete kakaki (bei den Hausa), (e) verschiedene Blasinstrumente einschließlich des Rohrblattinstruments algaita der Hausa.

Nach der Hierarchie im Orchester stehen an oberster Stufe die Schlitztrommeln, gefolgt von den Membranophonen, den Blasinstrumenten, den Xylophonen, den Handglocken und an unterster Stelle den Rasseln und Klappern.

#### Südliches Afrika
Die Tsonga sind eine bantusprachige Ethnie im südlichen Afrika mit einer musikalischen Tradition, in der sie sechs Musikstile nach ihrer sozialen Funktion und einen Instrumentalstil der Profimusiker unterscheiden: (1) Kinderlieder, (2) geheime Musik für die Initiation der Mädchen, (3) Trommelspielunterricht für Jungen mit Tanzliedern, (4) Musik für Jungenbeschneidungen, (5) Unterhaltungsmusik, dazu Arbeiterlieder, Musik zum Biertrinken und zur Begleitung des Nationaltanzes muchongolo, (6) Musik für Geisterbeschwörungsrituale und (7) professionelle Instrumentalmusik. Die Geisterbeschwörungsrituale dienen wie bei der Vimbuza-Zeremonie in Malawi hauptsächlich der Krankenheilung und haben daneben einen unterhaltenden Charakter. Die Musikinstrumente werden nach ihrem Gebrauch in diesen gesellschaftlichen Feldern nach folgenden Merkmalen eingeteilt:
1. Ist das Musikinstrument im Besitz der Gemeinschaft oder in Privatbesitz?
2. Fungiert das Musikinstrument als Aufenthaltsort der Ahnengeister oder nicht?
3. Ist es auf die Begleitung von Liedern bei bestimmten Zeremonien beschränkt oder kann es ohne Anlass zu jeder Zeit gespielt werden?
4. Wird es im Orchester oder solistisch gespielt?
5. Sind seine Materialien schwierig zu beziehen oder besteht es aus einfach zugänglichen Materialien und ist jederzeit ersetzbar?
6. Ist es ein traditionelles Instrument der Tsonga oder erst jüngst dazugekommen?

Der erste Teil aller sechs Fragen wird bejaht für das gekrümmte Kuduhorn, eine Rassel aus einer Fruchtschale und große Holztrommeln (ndzuma, ncomane), während Lamellophone, Xylophone, Flöten und Musikbögen zum zweiten Teil der Unterhaltungsmusikinstrumente gehören. Ergänzend gibt es eine Einteilung der Instrumente nach Alter und Geschlecht ihrer Spieler in sieben Gruppen. Hierbei wird innerhalb der Musikbogentypen unterschieden: Den großen Kalebassen-Musikbogen xitende spielen Geschichten erzählende Männer, den kleinen Mundbogen xipendana spielen Mädchen zur Unterhaltung und der mit dem Mund verstärkte Schrapbogen xizambi wird von professionellen männlichen Hofmusikern verwendet, um den Häuptling zu preisen und ihn und die ihn besuchenden Würdenträger zu unterhalten.
Die Chewa im östlichen Sambia und angrenzenden Regionen von Malawi und Mosambik nennen Musikinstrumente auf Chichewa zoimbaimba, was aus den Wortbestandteilen als „Dinge, die beständig singen“ zu übersetzen ist. Der Wortstamm für „singen“ ist -imba. Musikinstrumente werden also nicht „geschlagen“, sondern „gesungen“, so heißt es etwa: kuyimba bangwe, „die Brettzither singen“. Die Bedeutungserweiterung des Verbs -imba hängt mit der Vorstellung zusammen, dass Instrumentalmusik auch Texte übermitteln kann und somit einer instrumentalen Darbietung von Gesang entspricht. Der malawische Schriftsteller John W. Gwengwe veröffentlichte 1965 ein Schulbuch mit dem Chichewa-Titel Kukula ndi Mwanbo, das den Schulkindern die Gebräuche und das soziale Leben in einem Chewa-Dorf vermitteln soll. Die auf dem Dorf vorkommenden Musikinstrumente teilt Gwengwe in vier Gruppen ein: Musikinstrumente mit (1) Saiten, (2) mit einer Membran, (3) aus denen Luft herauskommt und (4) die angeschlagen, geschüttelt oder geschabt werden. Die Gruppe (1) enthält unter anderem Namen mit der Wortwurzel -ngwe für Gegenstände, die mit Saiten oder Seilen zu tun haben (Brettzither bangwe, Musikbogen kalirangwe, darin noch der Verbstamm -lira, „ausrufen“). Gruppe (2) umfasst alle Trommeln. Zur Gruppe (3) gehören Naturtrompeten wie das Kuduhorn lipenga und die Panflöte lingwere (mit dem Wortstamm -ngwe, der sich hier auf das Zusammenbinden der Pfeifen bezieht). Zu den Perkussionsinstrumenten der Gruppe (4) gehören Rasseln, Klappern, kleine Glöckchen, die am Fußgelenk getragen werden, und alle nicht in die anderen Kategorien passenden Klangerzeuger. Die in den ersten drei Gruppen versammelten Instrumentennamen enthalten einen Bezug zum Verbstamm -lir („ausrufen“) und zur materiellen Beschaffenheit, während die vierte Gruppe auch sprachlich durch den Bewegungsablauf beim Spiel gekennzeichnet ist. Offenbar ließ sich diese Annäherung an die Hornbostel-Sachs-Systematik mit den musikalischen Vorstellungen der ländlichen Bevölkerung bei den Chewa verbinden.
Zwischen den traditionell Ackerbau treibenden Bantu im südlichen Afrika und den als Nomaden und Sammler lebenden ǃKung gab es einen gegenseitigen Kulturaustausch. Beide verwenden auf den ersten Blick ähnliche Musikbögen mit Kalebassenresonator. Eine nach den Kriterien der Hornbostel-Sachs-Systematik vorgenommene Klassifikation unterscheidet nicht, ob der Resonator wie beim Musikbogen nǁkau der ǃKung an den Bogenstab angelegt oder wie bei den Bantu mittels einer Schnur fest mit diesem verbunden wird. Der Unterschied ist nicht allein bautechnischer Natur, denn die kulturgeschichtliche Entwicklung beider Instrumententypen ist eine andere. Der beim nǁkau angelegte Resonator besteht aus der wildwachsenden Strychnos spinosa-Fruchtschale, die von den ǃKung entsprechend ihrer traditionellen Jäger-und-Sammler-Wirtschaftsform gesammelt wird. Dagegen befestigen die Bantu-sprechenden Volksgruppen eine Kalebasse, die aus einem landwirtschaftlich angebauten, luftgetrockneten Kürbis hergestellt wird.